# Le Rassemblement
Ne doit pas être confondu avec le groupe parlementaire Rassemblement-UMP.
Le Rassemblement - Les Républicains, ou plus généralement Le Rassemblement, est un parti politique français de Nouvelle-Calédonie fondé en juillet 1977 par Jacques Lafleur.
D'abord appelé Rassemblement pour la Calédonie, c'est sous l'influence de Jacques Chirac qu'un nom plus ouvertement revendicatif est adopté en 1978 à l'occasion de la fusion avec le RPR-NC de Dick Ukeiwé, devenant alors le Rassemblement pour la Calédonie dans la République (RPCR).
Conçu pour rassembler les forces anti-indépendantistes, le parti s'oppose à l'indépendance du « Caillou ». Avec la signature de l'Accord de Nouméa, qui prévoit une série de référendums sur l'indépendance entre 2014 et 2022, le RPCR a accepté l'idée que ce territoire français puisse devenir indépendant, mais milite fermement pour que les résultats de ces référendums soient le maintien de la Nouvelle-Calédonie au sein de la République française.
Apparenté au Rassemblement pour la République (RPR) de 1978 à 2002 tout en continuant à avoir des représentants en son sein de l'Union pour la démocratie française (UDF), notamment Jean Lèques ou Pierre Maresca, le RPCR s'est ensuite officiellement associé à l'Union pour un mouvement populaire (UMP) et a pris en 2004 le nom de Rassemblement-UMP jusqu'en janvier 2014. Le mouvement participe au vote qui amène le changement de statuts, de direction et de nom de l'UMP pour devenir Les Républicains le 28 mai 2015.
Après avoir dominé les principales institutions de la Nouvelle-Calédonie de 1979 à 1982 et de 1984 à 2004, il a perdu les élections provinciales du 9 mai 2004 et celles du 11 mai 2014 mais a remporté celles du 10 mai 2009 et, dans le cadre d'une coalition électorale avec d'autres partis non-indépendantistes baptisée L'Avenir en confiance, celles du 12 mai 2019, sans obtenir toutefois de majorité absolue.
Plusieurs tendances de la droite traditionnelle sont représentées au sein du parti : gaullistes chiraquiens (Jacques Lafleur, Simon Loueckhote, Dick Ukeiwé, essentiellement des personnalités ne faisant plus partie de la vie politique ou ayant quitté le RPCR pour le nouveau parti de Jacques Lafleur, le RPC), gaullistes sociaux ou « de gauche » (Bernard Deladrière), sarkozystes ou libéraux-conservateurs (Pierre Frogier, Thierry Santa, Éric Gay, Georges Naturel, Gaël Yanno qui a quitté le parti en mars 2013), démocrates chrétiens (Jean Lèques, Maurice Ponga, Léontine Ponga, Hilarion Vendégou, Alcide Ponga), libéraux (Pierre Maresca, Sonia Backès qui a quitté le parti en mars 2013, Pierre Bretegnier qui a fait de même en mars 2014, Grégoire Bernut qui a été militant du Rassemblement de 2014 à 2017, Virginie Ruffenach, Yoann Lecourieux, Cynthia Ligeard).

## Histoire
Le parti se nommait jusqu'en 1978 Rassemblement pour la Calédonie (abrégé en RPC), puis Rassemblement pour la Calédonie dans la République (abrégé en RPCR) de 1978 à 2004, puis Le Rassemblement-UMP (abrégé en R-UMP) de 2004 à 2014.

### RPC (1977-1978)
Les élections municipales de mars 1977 mettent en évidence deux évolutions majeures dans la vie politique néo-calédonienne. Tout d'abord, l'Union calédonienne (UC), grand parti centriste (voire de centre gauche) et autonomiste qui a dominé sans partage de sa création en 1953 à 1971, n'est plus la première force du Territoire. Ensuite, le vote indépendantiste commence à émerger. Ainsi, lors des municipales, 52,6 % des suffrages exprimés se portent sur la droite (Entente démocratique et sociale, Union démocratique et Mouvement libéral calédonien essentiellement) contre 36 % sur les partis autonomistes (UC, UPM, PSC) et 11,5 % sur les indépendantistes (Palika et FULK), tandis que Jean-Marie Tjibaou se fait élire maire de Hienghène avec un programme clairement indépendantiste.

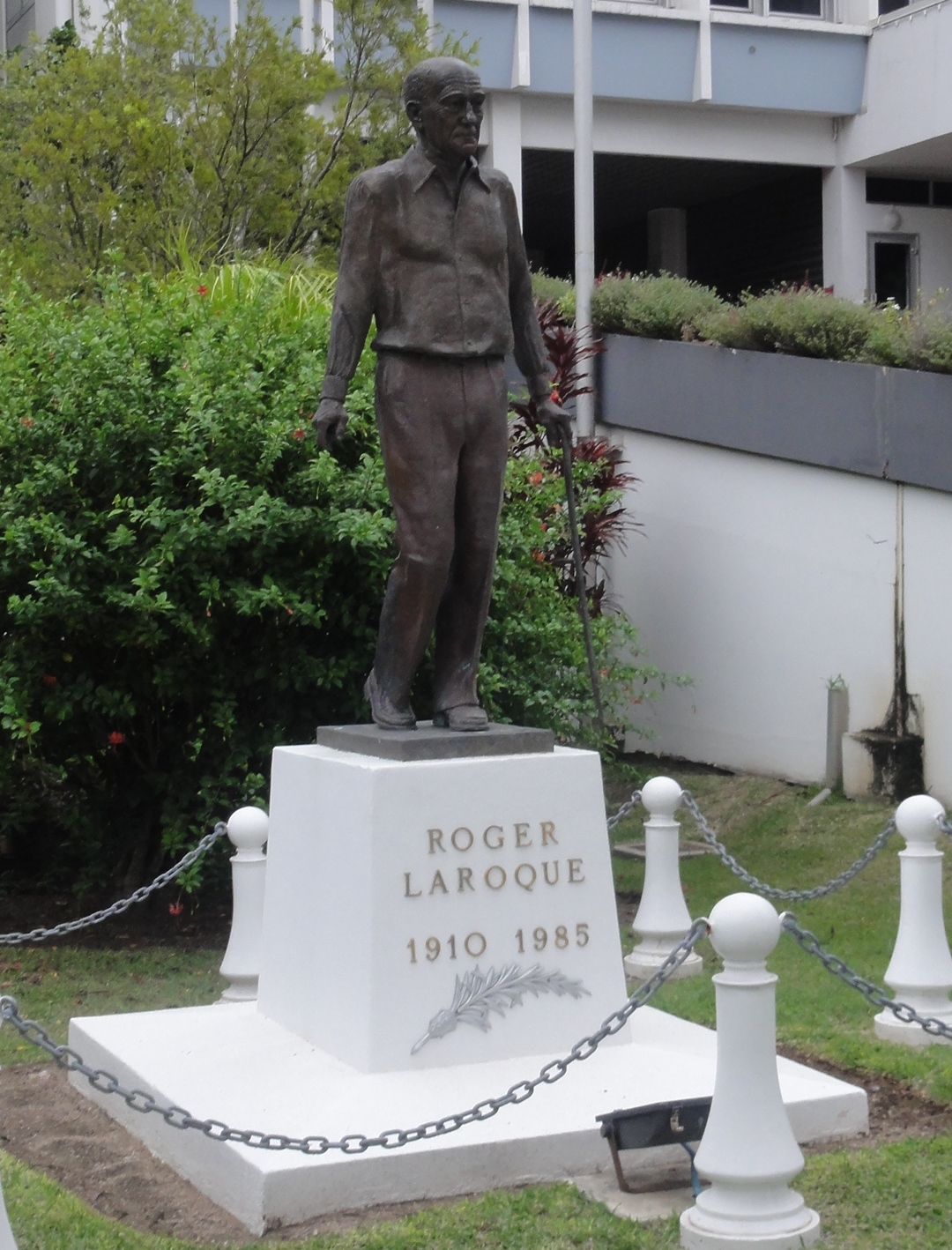
Statue de Roger Laroque devant l'Hôtel de ville de Nouméa : il a été le premier président du RPC.

En réaction à cette double tendance, le 17 avril 1977, le conseiller de gouvernement EDS et fils de l'ancien sénateur RI Henri Lafleur, Jacques Lafleur, organise à Nouméa un grand congrès « à l'américaine » afin de fédérer les partisans du maintien de la Nouvelle-Calédonie dans la France. Le nouveau parti ainsi créé prend le nom de Rassemblement pour la Calédonie (RPC). Il ne met pas totalement fin à l'éclatement politique local puisqu'il regroupe essentiellement : 
- l'ancienne EDS (et notamment le maire de Nouméa Roger Laroque qui prend la présidence du mouvement, ou encore le sénateur Lionel Cherrier et les Mélanésiens d'inspiration protestante de l'AICLF),
- des gaullistes et néo-gaullistes ayant quitté l'Union démocratique UD (le maire de Hienghène battu par Jean-Marie Tjibaou en mars 1977 Yves de Villelongue, ou encore Dick Ukeiwé),
- les jeunes giscardiens qui viennent de fonder en 1975 la section locale de Génération sociale et libérale (nouveau nom depuis 1974 des Jeunes Républicains indépendants : on trouve parmi eux de jeunes diplômés « Caldoches » tels le substitut du procureur Pierre Frogier ou le journaliste Pierre Maresca),
- des Wallisiens et Futuniens (Petelo Manuofiua) et
- des autonomistes non-indépendantistes (l'Union Kanak pour une Calédonie multiraciale UK de Willy Némia qui était l'un des membres fondateurs de l'Union multiraciale, dissidence de l'UC en 1970 ayant éclaté ensuite en plusieurs mouvements ayant pour la plupart évolué vers l'indépendantisme).

Il est pluri-ethnique, même si les descendants d'Européens y sont majoritaires, avec :
- des descendants d'Européens ou Caldoches : Jacques Lafleur, Roger Laroque, Pierre Frogier, Pierre Maresca, Harold Martin, Jean Delouvrier, Jacques Bouttin, Yves de Villelongue, Marie-Paule Serve, Jacques Mouren, Georges Faure, André Caillard, Michel Jaquet, Guy Agniel, Michel Vittori, Guy Limousin.
- des Kanaks : Dick Ukeiwé, Auguste Parawi-Reybas, Doui Matayo Wetta, Henri Wetta, Joseph Tidjine, Victorin Boewa, Willy Nemia, Robert Naxué Paouta, Marcel Wacapo, Maurice Nénou.
- des Wallisiens et Futuniens : Petelo Manuofiua.

Aux élections territoriales du 11 septembre 1977, le RPC devient le premier parti du Territoire avec 12 élus sur 35 à l'Assemblée territoriale. Il forme une majorité anti-indépendantiste avec les deux élus du MLC, les deux de l'UNC, et les trois conseillers issus respectivement de l'URC, de l'ETE et de l'UD.

### Le RPCR: parti dominant des anti-indépendantistes (1978-2004)

#### Naissance du RPCR et début du bipartisme (1978-1984)
Jacques Lafleur est élu député en mars 1978 et siège au groupe du RPR. Cette adhésion au parti chiraquien métropolitain préfigure la transformation du RPC en RPCR, permise par l'adhésion le 21 juillet 1978 de pratiquement toutes les formations du centre droit anti-indépendantiste :

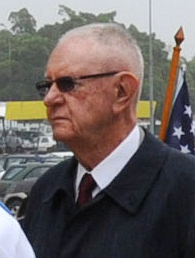
Jean Lèques, dirigeant du MLC qui se fond dans le RPCR en 1978.

- le Mouvement libéral calédonien (MLC) créé en 1971 par des dissidents « caldoches » de l'UC (Jean Lèques, Max Frouin, Georges Nagle, Armand Ohlen) favorables à une autonomie administrative et de gestion réalisée par une forte décentralisation, mais refuse le projet d'« autonomie interne » qui viserait à créer un statut particulier pour la Nouvelle-Calédonie au sein de la Constitution française et qui est vu comme un premier pas vers l'indépendance.
- l'Union pour la renaissance de la Calédonie (URC) centriste voire de centre gauche, proche du Parti radical et autonomiste, il est animé depuis sa création en 1977 par le maire de Ponérihouen Théophile Wakolo Pouyé et par la conseillère territoriale Edwige Antier.
- l'Entente toutes ethnies (ETE) du docteur Raymond Mura et réunissant essentiellement depuis sa création en 1977 des représentants des minorités opposées à l'indépendance.
- la fédération locale du RPR fondée entretemps par des dissidents temporaires du RPC pour accélérer son rattachement au parti chiraquien, menée par Dick Ukeiwé.

Toutefois, l'alliance avec le RPR ne fait pas l'unanimité, et peu de temps après le changement de nom en RPCR, ses éléments centristes et « giscardiens » le quitte : le sénateur Lionel Cherrier, Georges Nagle (qui a perdu son siège à l'Assemblée territoriale en 1977), tandis que l'URC et l'ETE reprennent leur indépendance. Ils se rapprochent de l'Union de Nouvelle-Calédonie (UNC, dernière dissidence en date de l'UC à la suite de l'évolution de ce dernier vers l'indépendantisme, mené par le maire de Bourail Jean-Pierre Aïfa) et l'UD gaulliste : ensemble, ils forment en 1979 la Fédération pour une nouvelle société calédonienne (FNSC) qui se veut une troisième voie autonomiste entre les anti-indépendantistes du RPCR et les indépendantistes du Front indépendantiste (FI).
Le RPCR consacre sa place de premier parti néo-calédonien aux élections territoriales du 1er juillet 1979 avec 40,24 % des suffrages exprimés (dont 50,11 % dans le Sud) et 15 élus sur 36 contre 34,43 % et 14 sièges pour le Front indépendantiste (mais 62,74 % dans l'Est et 64,44 % aux Îles) et 17,82 % et 7 conseillers pour la FNSC. Le RPCR détient la majorité jusqu'en 1982 grâce à une alliance avec la FNSC, mais celle-ci lui retire son soutien et s'allie ensuite au FI de Jean-Marie Tjibaou de 1982 à 1984.

#### L'un des camps opposés des Évènements (1984-1988)
Par la suite, le RPCR, et plus généralement les anti-indépendantistes (les plus radicaux d'entre eux se regroupant au sein du FN local, ou au Front calédonien créé en 1983 par des dissidents du Rassemblement qui lui reprochent sa « mollesse »), s'opposent violemment aux indépendantistes du Front de libération nationale kanak et socialiste (FLNKS, nouveau nom du Front indépendantiste) de Jean-Marie Tjibaou durant la période dite des Évènements de 1984 à 1988. Il domine les institutions officielles, souvent boycottées par le FLNKS, et critique la gestion de la crise par la majorité socialiste au Parlement national. Elle reproche à cette dernière de vouloir « larguer » la Nouvelle-Calédonie et de favoriser les indépendantistes, tandis qu'elle s'oppose totalement au projet d'« indépendance-association » avancé par le Haut-commissaire puis ministre chargé de la Nouvelle-Calédonie du gouvernement de Laurent Fabius, Edgard Pisani, en 1985. Il reçoit un soutien actif des instances dirigeantes du RPR, Jacques Chirac, Bernard Pons ou Charles Pasqua se rendant à plusieurs reprises sur le Territoire.
Mais, après l'apogée des violences atteintes lors de la prise d'otages d'Ouvéa et la libération sanglante de ces derniers en 1988, Jacques Lafleur et le RPCR décident de négocier avec Jean-Marie Tjibaou et le FLNKS le rétablissement de la paix et la mise en place d'une période transitoire avant un référendum d'autodétermination prévu pour 1998. Cela aboutit aux accords de Matignon. Les signataires de ces derniers pour le RPCR sont : Jacques Lafleur, l'autre député Maurice Nénou, le sénateur Dick Ukeiwé, le maire de Nouméa Jean Lèques, Henri Wetta, Pierre Frogier, Pierre Bretegnier, Robert Naxué Paouta.

#### Le parti majoritaire et les dissidences successives (1989-2004)

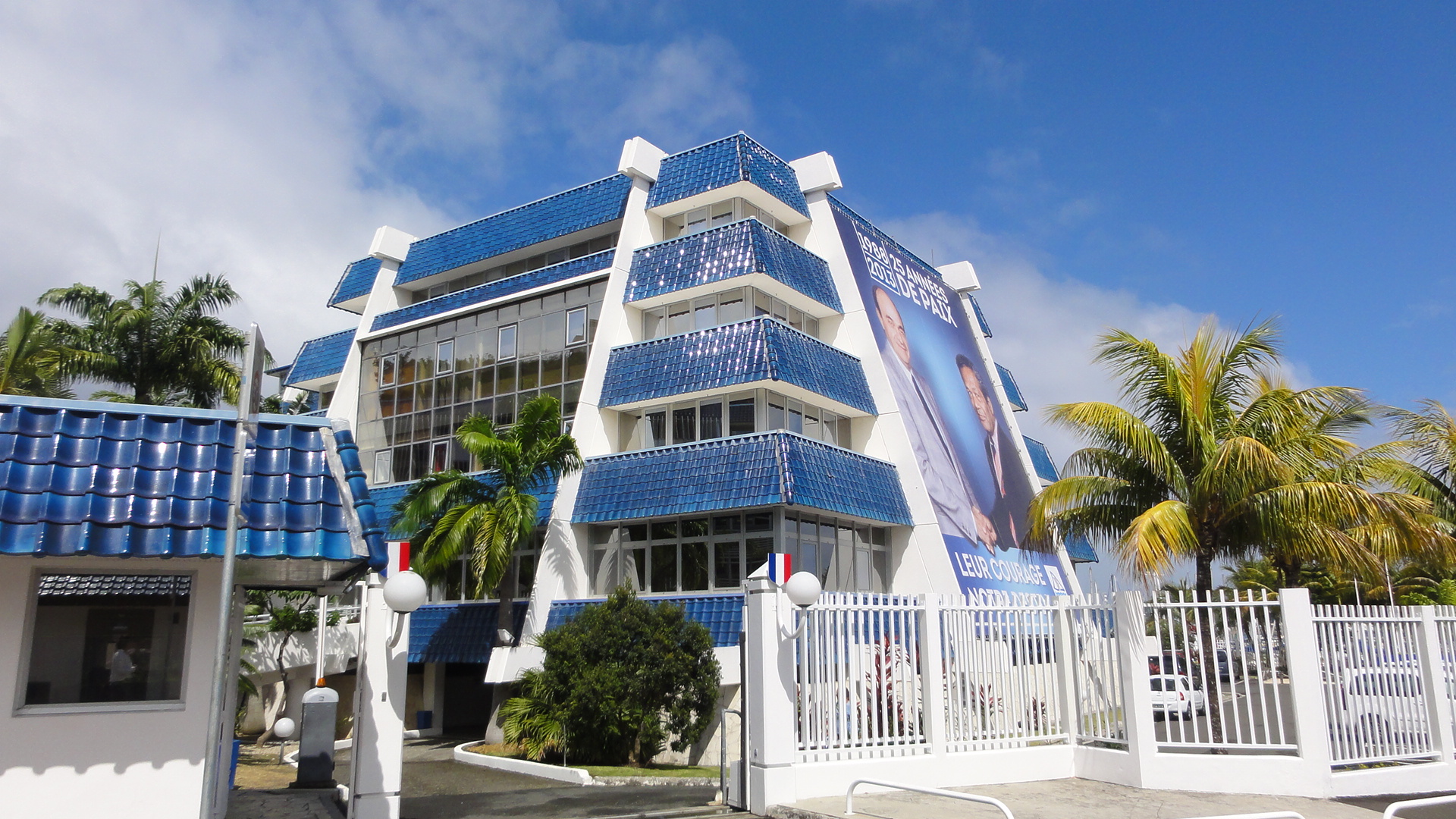
L'Hôtel de la Province Sud, surnommé la « Maison bleue », à Nouméa, a été le symbole du pouvoir du RPCR entre 1989 et 2004.

Depuis la provincialisation en 1989 jusqu'en 2004, le RPCR a dominé la Province Sud, la plus peuplée et la plus riche, avec une nette majorité absolue à chaque scrutin. Le parti contrôle aussi, via une majorité absolue (de 1989 à 1995) ou relative (complétée par des alliances de circonstance entre 1995 et 2004, tout particulièrement avec le petit parti indépendantiste modéré de la FCCI à partir de 1999) au Congrès. Jacques Lafleur est président de l'Assemblée provinciale et le nouvel homme fort du Territoire durant cette période, sa légitimité étant renforcée par le fait qu'il soit le dernier survivant des deux dirigeants de la table des négociations des accords de Matignon après l'assassinat en 1989 de Jean-Marie Tjibaou et les luttes intestines pour lui trouver un successeur du côté indépendantiste, mais aussi parce qu'il est le premier à parler d'une « solution consensuelle » (terme utilisé en 1991) puis d'un « pacte trentenaire » (en 1994) pour éviter le référendum de 1998. Celui-ci en effet, dont il ne fait alors aucun doute qu'il aboutirait à un rejet de l'indépendance, fait craindre à la plupart des dirigeants politiques un retour à la crise et aux affrontements. Cette proposition aboutit à l'accord de Nouméa de 1998 qui repousse la consultation sur l'accès à la pleine souveraineté à une période allant de 2014 à 2018, pose dans son préambule la reconnaissance d'une « double légitimité » au sein de la population néo-calédonienne (celle du « peuple premier », les Kanaks, mais aussi celle des populations issues des vagues successives d'immigration depuis le XIXe siècle, qui sont majoritaires) et prévoit le transfert de pratiquement toutes les compétences à l'exception de celles dites « régaliennes » (nationalité, libertés publiques, défense, politique étrangère, justice, ordre public, monnaie) de l'État à la Nouvelle-Calédonie d'ici 2014. Les signataires de cet accord pour le RPCR sont : Jacques Lafleur, l'autre député Pierre Frogier, le sénateur Simon Loueckhote, le président du Congrès Harold Martin, le maire de Nouméa Jean Lèques et le directeur de cabinet de Jacques Lafleur à la Province Sud Bernard Deladrière.

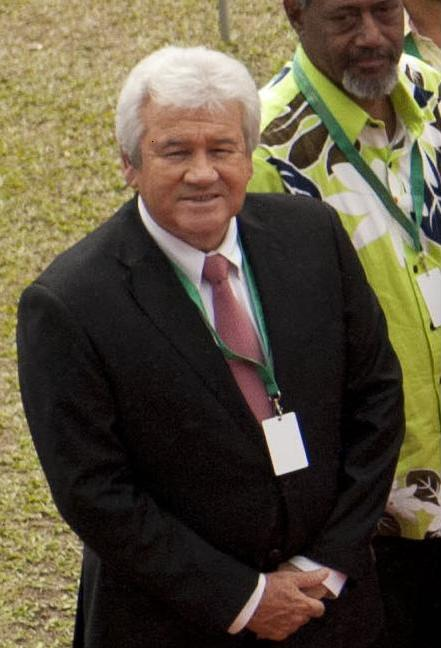
Harold Martin, considéré comme un dauphin potentiel de Jacques Lafleur jusqu'à sa dissidence en 2001.

Mais la période de 1989 à 2004 est aussi marquée par une certaine hémorragie du RPCR qui doit souffrir plusieurs dissidences, du fait des choix politiques de Jacques Lafleur qu'ils critiquent mais aussi de son autoritarisme supposé ou de la trop grande mainmise qu'il aurait développé tant sur la politique que sur l'économie du Territoire (le député étant également chef d'entreprise). Alors que dans les années 1980 la seule alternative dans le camp anti-indépendantiste étaient les formations radicales et anti-autonomistes du FN et du Front calédonien (FC), le RPCR voit sa position de plus en plus menacée à droite. Les partis créés par d'anciens membres du RPCR à partir du 1989 sont :
- Calédonie demain (CD) fondée en 1989 par le maire de Dumbéa Bernard Marant, celui-ci s'est opposé aux accords de Matignon et s'est allié avec certains membres du FN. Il modère par la suite son propos, devient autonomiste et concentre son implantation à la seule commune de Dumbéa. Il soutient en 1998 l'accord de Nouméa puis se fond l'année suivante dans le parti Alliance, nouveau grand parti d'opposition au sein du camp anti-indépendantiste au RPCR (s'y retrouve l'ancienne FNSC du maire de Bourail de Jean-Pierre Aïfa qui, en dehors de la commune de ce dernier, avait totalement disparu du paysage politique néo-calédonien après 1985).
- Mouvement des Calédoniens et Loyaltiens libres (MCLL) fondé en 1993 par l'un des poids lourds et lieutenants historiques de Jacques Lafleur, à savoir le député européen (de 1989 à 1994) Dick Ukeiwé : celui-ci dirigea l'ensemble des exécutifs dominés par le RPCR durant les Évènements de 1984 à 1989, a été sénateur de 1983 à 1992 et a été l'un des signataires des accords de Matignon. Après 1989, il est quelque peu mis à l'écart des instances dirigeantes et finalement le RPCR lui refuse l'investiture pour les sénatoriales de 1992 au profit de Simon Loueckhote. La conséquence directe est son départ du Rassemblement pour créer le MCLL, qui appelle à un « toilettage des accords de Matignon » en refusant de participer aux comités de suivi. Il se présente aux législatives de 1993 et 1997 contre Jacques Lafleur. Il soutient la liste UNCT en 1995. Il s'oppose à l'accord de Nouméa, monte une liste de droite anti-accordiste aux provinciales de 1999 avec un autre dissident du RPCR et de l'Une Nouvelle-Calédonie pour tous, l'avocat Denis Millard, et le MPF local créé en 1995 sur la base de l'ancien FC de Claude Sarran. Il se retire ensuite de la vie politique et le MCLL disparaît.
- Une Nouvelle-Calédonie pour tous (UNCT) fondée en 1995 par l'ancien élu territorial et ancien président de la Fédération patronale locale Didier Leroux et d'autres membres du RPCR qui ont soutenu Jacques Chirac à l'élection présidentielle de 1995, alors que Jacques Lafleur (considéré pourtant jusqu'ici comme un ami personnel du président du RPR) a appelé à voter pour Édouard Balladur. Il obtient un réel succès aux élections provinciales de cette année-là, avec 7 sièges sur 54, et fait perdre la majorité absolue du RPCR au Congrès. Ce parti s'oppose en 1998 à l'accord de Nouméa (lui reprochant de faire de trop grands concessions aux indépendantistes et de consacrer la domination institutionnelle du RPCR) puis se fond l'année suivante dans le parti Alliance, nouveau grand parti d'opposition au sein du camp anti-indépendantiste au RPCR (s'y retrouve l'ancienne FNSC du maire de Bourail Jean-Pierre Aïfa qui, en dehors de la commune de ce dernier, avait totalement disparu du paysage politique néo-calédonien après 1985, ainsi que Calédonie demain du premier magistrat de Dumbéa Bernard Marant).
- Développer ensemble pour construire l'avenir (DECA) qui est d'abord une liste aux élections provinciales de 1995 en Province Nord menée par le maire de Koumac (alors seule commune anti-indépendantiste du Nord) Robert Frouin et Delin Wéma. Elle reproche au RPCR et à ses dirigeants de ne s'intéresser à la Province Nord qu'en période électorale et d'agir ensuite uniquement dans l'intérêt du Sud et plus particulièrement du Grand Nouméa. Elle obtient pratiquement le même score que le RPCR dans la province en 1995, avec 2 sièges, mais perd toute représentation en 1999. Devenu un parti politique en 1996, il se divise sur la question de l'accord de Nouméa (Robert Frouin s'y oppose tandis que Delin Wéma appelle à voter « oui » lors du référendum de ratification de l'accord) puis rejoint en 1999 le parti Alliance.
- Harold Martin, jusque-là l'un des dauphins potentiels de Jacques Lafleur, est exclu du RPCR pour avoir décidé de briguer un second mandat à la mairie de Païta alors que le parti lui préférait son cousin (et prédécesseur) Ronald Martin. Martin est réélu. Certains membres du RPCR le soutiennent et finissent par quitter plus ou moins tardivement ce mouvement entre 2001 et 2004 : les deux élus provinciaux et congressistes Sosimo Malalua et Philippe Michel dès 2001, l'ancien maire du Mont-Dore (qui a perdu son poste à la suite d'une fronde de ses adjoints) Réginald Bernut et le maire de La Foa Philippe Gomès (qui a toutefois soutenu Martin et critiqué la direction à partir de 2001 tout en restant membre du parti) en 2004.
- Marie-Noëlle Thémereau, jusque-là vice-présidente du Congrès, démissionne du parti et de tous ses mandats en 2001 pour protester contre le poids qu'elle juge trop grand des Provinces (et tout particulièrement de celle du Sud) dans le jeu institutionnel, au détriment de l'échelon territorial.

L'ensemble de ces dissidents du RPCR depuis 1989 (Alliance, Harold Martin et ses partisans ainsi que Marie-Noëlle Thémereau) à l'exception du MCLL de Dick Ukeiwé (ce dernier s'étant retiré de la vie politique en 1999) se retrouvent dans la liste (puis le parti) Avenir ensemble qui fait perdre au RPCR (qui a pris pendant la campagne le nom de Rassemblement-UMP pour marquer son affiliation à l'Union pour un mouvement populaire métropolitain) le contrôle de la Province Sud et du Congrès lors des élections provinciales du 9 mai 2004.

### Un «nouveau Rassemblement» (depuis 2004)

#### La fin de l'ère Lafleur (2004-2005)
En 2004, et à l'instigation initialement de Jacques Lafleur lui-même, le Rassemblement-UMP se dote d'un nouveau mode d'organisation passant tout particulièrement par l'élection désormais du président du parti directement par les militants. Si Lafleur, qui a démissionné en 2004 de tous ses mandats à l'exception de celui de député, semble un temps vouloir passer la main à son secrétaire général Pierre Frogier, il décide finalement de se représenter à la présidence du mouvement qui se tient le 2 juillet 2005 dans le quartier de Rivière-Salée à Nouméa. Il reproche notamment à son « dauphin » de ne pas être assez ferme dans son opposition à la nouvelle majorité Avenir ensemble et de ne pas avoir respecté toutes les conditions fixées pour la passation de témoin entre les deux hommes. Le jour du scrutin interne, Pierre Frogier est largement élu par 3 261 voix de militants sur 4 174 inscrits. À la suite de la perte du contrôle de son propre parti, Jacques Lafleur quitte celui-ci avec ses derniers fidèles (le sénateur Simon Loueckhote ou l'élue provinciale et au Congrès Françoise Sagnet-Chaverot) pour créer en 2006 le Rassemblement pour la Calédonie (RPC, reprenant le nom d'origine du RPCR dont il dit vouloir retrouver l'« esprit d'origine »).

#### Vers la reconquête (2005-2009)

Logo du Rassemblement-UMP.

Pierre Frogier réorganise le Rassemblement-UMP en reprenant le thème de la « rupture » et les pratiques de communication développées à la même époque par le nouveau président de l'UMP et futur président de la République Nicolas Sarkozy. Il s'appuie essentiellement sur les cadres issus de sa génération (Pierre Maresca qui devient dans un premier temps secrétaire général, mais est quelque peu mis à l'écart en 2006 après son choix de se présenter aux législatives de l'année suivante contre le candidat officiel du parti ; Pierre Bretegnier ; Bernard Deladrière qui, après avoir été le principal collaborateur de Jacques Lafleur, devient le sien à partir de 2001), mais aussi sur de relatifs nouveaux venus trentenaires et quadragénaires (le suppléant de Lafleur et premier adjoint du maire de Nouméa Gaël Yanno qui est élu député en 2007 ; le maire du Mont-Dore Éric Gay qui est secrétaire général et donc numéro deux du parti à partir de 2006 ; les coresponsables du mouvement des jeunes du parti Gil Brial et Isabelle Champmoreau) et mélanésiens (Bernard Ukeiwé, fils de l'ancien sénateur Dick Ukeiwé, un des deux vice-présidents du parti à partir de 2006 et suppléant de Gaël Yanno à partir de 2007, jusqu'à son décès en 2008 ; Léontine Ponga, l'autre vice-présidente, suppléante de Pierre Frogier à partir de 2007 et tête de liste du parti en Province Nord en 2009 ; Maurice Ponga, député européen à partir de 2009). Il introduit également plus de démocratie interne dans la vie du parti, instaurant notamment des primaires pour la désignation des candidats ou têtes de listes à toutes les élections nationales ou locales.
De plus, il a pris des positions particulièrement fermes, parfois provocatrices, concernant les grands débats politiques entre 2004 et 2009 :
- Accord de Nouméa : Pierre Frogier, président du parti, a provoqué une véritable controverse au sein de la classe politique calédonienne lorsqu'il a déclaré, dans une interview accordée aux Nouvelles calédoniennes, se sentir « totalement désengagé » de ce dernier[1]. Il a depuis quelque peu modéré son propos en appelant surtout à une « renégociation » et à rompre avec la lecture « indépendantiste » de l'Accord qui selon lui a prévalu jusqu'alors. Il veut organiser un référendum local sur l'avenir institutionnel de l'archipel dès le début de la période prévue à cet effet par la loi organique, à savoir dès 2014.
- Corps électoral : Pierre Frogier et l'ensemble du Rassemblement-UMP s'étaient fortement mobilisés, à l'instar de l'autre député Jacques Lafleur et du sénateur Simon Loueckhote, contre le gel du corps électoral aux seules personnes nées sur le Territoire ou résidant en Nouvelle-Calédonie depuis 1998 au moins pour les élections provinciales. Ce projet a finalement été adopté et intégré à la Constitution par vote des députés et sénateurs réunis en Congrès à Versailles le 19 février 2007 (par 724 voix pour et 90 contre).
- Goro Nickel : le Rassemblement-UMP soutient fermement durant ce mandat l'installation de l'usine de traitement de la latérite sur le site de Goro dans l'extrême sud du Territoire. C'est lorsque ce parti avait la majorité en Province Sud que ce projet a été lancé, ses opposants avaient d'ailleurs alors accusé Jacques Lafleur et ses partisans de « brader » le patrimoine foncier et environnemental du Territoire[2].
- Usine du Nord : le Rassemblement-UMP milite pour une solution aux retards pris par ce projet en le retirant à la Société minière du Sud Pacifique (SMSP, société vendue par Jacques Lafleur à la Province Nord en 1990 pour faire participer directement les populations mélanésiennes à l'exploitation du nickel) et à son allié canadien Falconbridge (racheté depuis pas le suisse Xstrata), pour confier la construction de l'usine à Eramet - SLN (Société Le Nickel)[3]. Cette position est vivement critiquée par pratiquement toutes les autres forces politiques du Territoire[4],[5] et est souvent vue comme le moyen non seulement de renforcer le monopole de la SLN sur l'exploitation du nickel mais d'affaiblir le rééquilibrage économique en faveur du Nord, rééquilibrage prévu dans l'Accord de Nouméa et qui était le but principal visé à travers la construction de cette usine.

Cette stratégie permet au Rassemblement-UMP de renouer avec les succès électoraux, sans retrouver toutefois la prédominance totale dont il disposait par le passé : 
- élections législatives de 2007 : les deux candidats du Rassemblement-UMP, Gaël Yanno dans la 1re circonscription et Pierre Frogier dans la 2e, sont tous deux élus au second tour face à des adversaires du FLNKS.
- élections municipales de 2008 : le parti conserve difficilement Nouméa, puisque la ville connaît un ballotage pour la première fois depuis que l'élection se fait à deux tours (soit depuis 1977). Jean Lèques obtient la majorité absolue en sièges à l'issue du second tour, mais pas en nombre de voix dans le cadre d'une triangulaire. Sinon, le Rassemblement-UMP remporte le fief historique des non-indépendantistes anti-Rassemblement de Dumbéa, mais perd Bourail et Poya.
- élections provinciales de 2009 : le Rassemblement-UMP redevient le premier parti de la Province Sud, mais fait en réalité un moins bon score qu'en 2004 avec 28,54 % des suffrages provinciaux (-2,65 points) et 15 sièges sur 40 (-1 par rapport à 2004 mais +2 par rapport à l'Assemblée sortante). De plus, il ne dispose plus (comme les autres mouvements non-indépendantistes) d'aucune représentation à l'Assemblée de la Province des îles Loyauté et perd deux sièges à la Province Nord où seule Léontine Ponga est élue sous son étiquette. Pierre Frogier obtient toutefois la présidence de la Province Sud dans le cadre d'un « pacte républicain » (aussi appelé par la suite « entente républicaine ») passé avec les autres mouvements anti-indépendantistes et par lequel la présidence du Congrès revient à Harold Martin (Avenir ensemble) et celle du gouvernement local à Philippe Gomès (Calédonie ensemble).

#### La nouvelle stratégie Frogier (2009-2012)

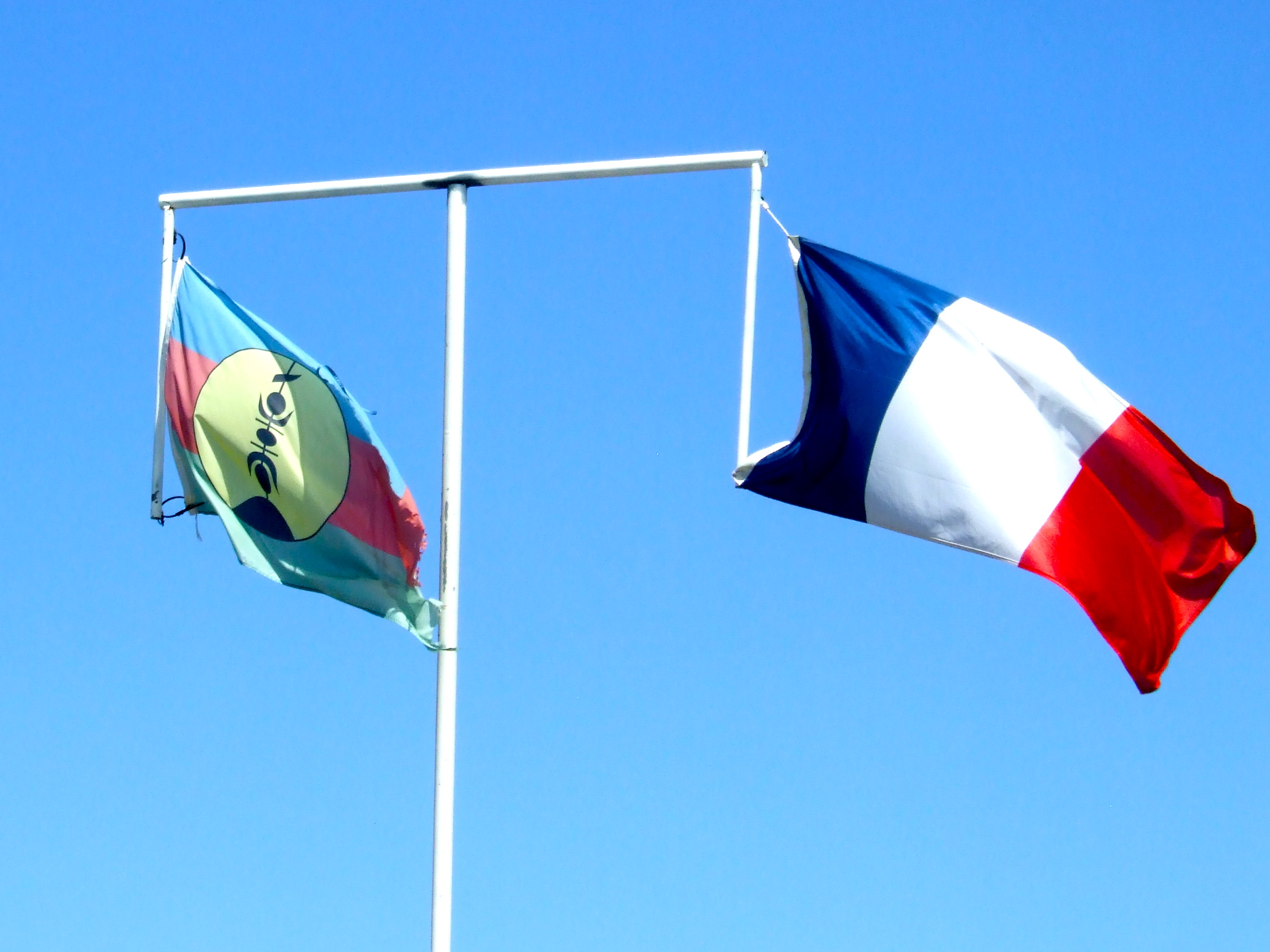
Une des principales propositions formulées par Pierre Frogier, appliquée à partir de 2010, est d'utiliser ensemble comme emblèmes officiels de la Nouvelle-Calédonie le drapeau français (à droite) et le drapeau indépendantiste (à gauche).

Mais le Rassemblement-UMP retrouve rapidement une relation conflictuelle avec Calédonie ensemble, tout en se rapprochant nettement de L'Avenir ensemble qui devient dès lors son allié traditionnel dans les institutions mais aussi avec les indépendantistes de l'UC, voire du Parti travailliste.
Cette recomposition se fait surtout à partir de nouvelles propositions faites par Pierre Frogier après le scrutin de 2009 et qui divisent la classe politique, notamment les non-indépendantistes, la plus symbolique et la plus clivante d'entre elles restant l'idée de faire flotter côte à côte sur les édifices publics le drapeau français et le drapeau indépendantiste (ces propositions sont détaillées au paragraphe « Positionnements récents (après 2009) » de cet article, ci-dessous).
L'« entente républicaine » avec Calédonie ensemble se déchire véritablement à partir de 2010 : les élus de Calédonie ensemble décident de voter blanc lors de l'élection pour un nouveau mandat annuel du président du Congrès, Harold Martin n'étant réélu que parce que les indépendantistes sont eux aussi divisés. Enfin, après la démission collective des membres de l'UC de l'exécutif local et de leurs suivant de liste, provoquant de facto la chute du gouvernement présidé par Philippe Gomès le 17 février 2011, le Rassemblement-UMP présente des listes communes avec L'Avenir ensemble et le LMD lors des quatre élections de gouvernement qui se suivent en mars, avril et juin 2012, sous la conduite de Harold Martin. Mais surtout, le 1er avril 2012, et de nouveau le 19 août suivant, le Rassemblement-UMP, conjointement avec L'Avenir ensemble et Didier Leroux, apportent leurs voix pour l'élection de l'indépendantiste Rock Wamytan à la présidence du Congrès. Pour Pierre Frogier : « Il s’agit de trouver de nouveaux équilibres institutionnels, dans lesquels les signataires jouent un rôle clé, afin de préparer dans les meilleures conditions les discussions d’avenir et l’échéance 2014-2018. De plus, il est indispensable que les signataires de l’accord de Nouméa resserrent les rangs devant les tentatives de déstabilisation institutionnelle ». Toutes les autres formations politiques non-indépendantistes (Calédonie ensemble, mais aussi l'UDC, le LMD et le RPC) mais aussi certains indépendantistes (l'UNI et le LKS) s'opposent à ce rapprochement, qu'ils qualifient de « coalition RUMP - Avenir ensemble - UC - Parti travailliste ».

#### Défaite aux législatives et débat interne (2012-2013)

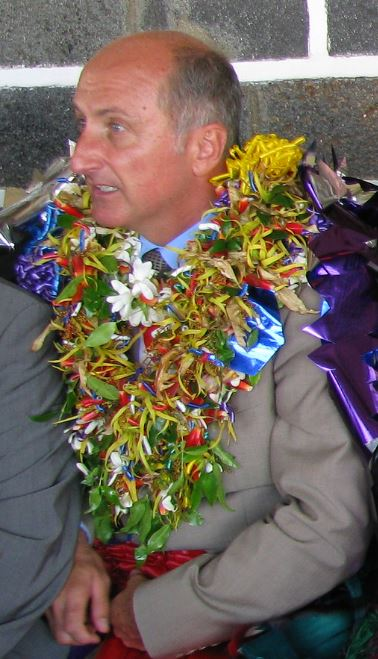
Gaël Yanno en 2011.

Aux élections législatives des 10 et 17 juin 2012, les candidats du Rassemblement-UMP, soutenus par L'Avenir ensemble et par le MoDem local de Didier Leroux, sont battus par ceux de Calédonie ensemble, Sonia Lagarde et Philippe Gomès, qui ont fait de ce scrutin un « référendum pour ou contre la coalition », la levée des deux drapeaux et plus généralement les stratégies adoptées par Pierre Frogier depuis 2009. Tout particulièrement, le candidat du parti dans la 2e circonscription pour reprendre le siège de Pierre Frogier (devenu sénateur en 2011), Éric Gay, vu comme le principal lieutenant du président de la Province Sud, est éliminé dès le 1er tour, étant devancé par Philippe Gomès dans toutes les communes traditionnellement non-indépendantistes (y compris celle dont il est le maire, le Mont-Dore).
Les médias locaux font état par la suite d'une lutte interne au sein du Rassemblement-UMP entre deux tendances, divisées sur les conséquences à tirer de cette défaite et donc la stratégie à adopter, : 
- d'un côté, le « clan du Mont-Dore » ou « tendance Frogier », des « Frogieristes » ou « Mont-Doriens », composé des fidèles de Pierre Frogier qui disposaient des principaux postes de direction du parti depuis 2006 (Éric Gay, Cynthia Ligeard, Bernard Deladrière), qui voient dans l'échec des législatives les effets d'une campagne qualifiée de « mensongère » de la part de Calédonie ensemble (qui avait notamment accusé le Rassemblement-UMP, sur la base de son rapprochement avec l'UC et le Parti travailliste, et la décision de lever les deux drapeaux, de préparer une « indépendance-association ») et une incompréhension de l'électorat anti-indépendantiste face à une démarche qui n'aurait pas assez été expliquée. Il ne s'agit donc pas pour cette tendance de changer le cap pris à partir de 2010 et 2011 mais au contraire de le maintenir tout en communiquant mieux.
- de l'autre, le « clan nouméen » ou « tendance Yanno » ou des « Yannistes », mené par le 1er adjoint au maire de Nouméa et ancien député Gaël Yanno qui avait à l'origine montré des réticences à l'égard des propositions de Pierre Frogier (surtout celles des deux drapeaux, tout en la soutenant par la suite et présidant à la cérémonie de leur levée à l'hôtel de ville de Nouméa). Il ne s'est fait battre aux législatives qu'au second tour, obtenant de plus le meilleur score au 1er tour, et avait fait campagne en prenant ses distances avec la « démarche Frogier », en la basant sur son bilan et sur un discours résolument anti-indépendantistes et de droite (avec la lutte contre la délinquance juvénile, la remise en cause du gel du corps électoral avec l'organisation le 16 mai d'une réunion avec des exclus de la liste électorale spéciale à l'hippodrome Henri Milliard de l'Anse Vata à Nouméa[9],[10], mais aussi en ne faisant afficher dans ses réunions et meetings que le drapeau tricolore, alors que Éric Gay utilisait également le drapeau dit « Kanaky » au côté de l'étendard national). Il est entouré après les élections législatives par plusieurs représentants de la jeune garde, essentiellement habitants ou implantés électoralement dans le chef-lieu (Sonia Backès, Gil Brial, Isabelle Champmoreau), mais aussi par des figures de la « vieille garde » qui n'ont jamais caché leurs critiques à l'égard de Pierre Frogier depuis son arrivée à la tête du parti en 2005, notamment Pierre Bretegnier. Pour eux, la défaite est bien un vote sanction à l'égard de la ligne choisie à partir de 2009 et, s'ils reconnaissent que les gestes de Pierre Frogier étaient « forts et symboliques », ils n'ont été finalement que des « concessions unilatérales » sans contrepartie ni geste réciproque du côté indépendantiste. Pour eux, le Rassemblement-UMP doit abandonner sa collaboration institutionnelle (mais pas le dialogue) avec les indépendantistes et se concentrer sur une nouvelle « entente républicaine », incluant même Calédonie ensemble (que les membres de l'entourage de Gaël Yanno critiquent toutefois tout aussi durement que les proches de Pierre Frogier)[11].

Si Pierre Frogier remanie la direction du parti lors d'un comité directeur réuni à Boulouparis le 21 août 2012, en y incluant de nombreuses personnalités « yannistes » (Gaël Yanno devient lui-même vice-président et porte-parole, Sonia Backès secrétaire générale par intérim), et s'il accepte de ne pas faire voter pour une réélection de Rock Wamytan à la présidence du Congrès le 29 août (soutenant alors la candidature du LMD Simon Loueckhote avant d'être forcé, à la suite du retrait de ce dernier au troisième tour, de faire élire le Calédonie ensemble Gérard Poadja), le sénateur conserve la présidence du parti. Et s'il abandonne la présidence de la Province Sud le 20 septembre 2012, c'est pour la confier à un de ses lieutenants, Cynthia Ligeard.
La division interne née au lendemain des législatives aboutit finalement à une scission le 28 mars 2013, Gaël Yanno et ses partisans faisant dissidence pour créer le Mouvement populaire calédonien (MPC), avec le soutien sur le plan national de Jean-François Copé. Un différend au sujet des élections municipales de 2014 provoque également le départ en juin 2013 du membre du Congrès Silipeleto Muliakaaka, qui finit par rejoindre Calédonie ensemble.

#### Une réorganisation autour de Pierre Frogier (2013)
À la suite de ces dissidences, le Rassemblement-UMP décide de se réorganiser et de renforcer sa stratégie de communication, autour de la personnalité de Pierre Frogier. Celui-ci diffuse notamment en ligne un manifeste baptisé : Notre Calédonie, terre de partage, terre de France, pour préciser sa vision. Le congrès organisé à Bourail le 20 avril 2013 réunit environ un millier de personnes selon le quotidien Les Nouvelles calédoniennes. La motion unique présentée est adoptée par 98 % des suffrages exprimés, qui s'élevaient au total à 1 122 voix de militants. Elle vise à réaffirmer la ligne directrice du parti, dans une certaine continuité de la stratégie Frogier menée depuis 2009 : opposition à l'indépendance tout en défendant une large autonomie, la recherche d’une solution consensuelle avant le référendum, le soutien à un rapprochement des composantes de la famille loyaliste (en s'associant notamment à l'ancien sénateur Simon Loueckhote, présent en tant que personnalité extérieure lors du congrès, pour discuter la formation d'une éventuelle plateforme commune en vue des échéances de 2014, l'ensemble des personnalités du parti s'opposant toutefois à toute entente avec Calédonie ensemble) tout en défendant la poursuite du dialogue avec les indépendantistes. Sur ce dernier point, Pierre Frogier retrouve néanmoins un ton plus ferme à l'égard des indépendantistes ou de l'Union calédonienne. Il déclare notamment dans son discours de clôture du congrès à l'égard de ces derniers qu'ils « ne sont pas à la hauteur du défi que nous devons relever ensemble [...]. Les accords nous obligent, eux comme nous, à aller au-delà de notre camp et donner un sens au destin commun. Ils parlent d’indépendance, mais même pour eux, c’est devenu un slogan vide de sens [...]. Si les élus indépendantistes ne sont pas capables d’ouvrir ce dialogue et de parler à leur base, je le ferai, au-dessus d’eux, sans passer par eux. Ce sera plus efficace. ».
Ensuite, le comité directeur du parti du 16 mai 2013 entérine la nouvelle organisation : la présidence, chargée de diriger les instances du mouvement et de veiller aux orientations politiques, reste à Pierre Frogier, entouré désormais de six vice-présidents dont quatre des six maires du parti (le sénateur Hilarion Vendégou, Jean Lèques, Ghislaine Arlie et Éric Gay) mais aussi la nouvelle présidente de l'Assemblée de la Province Sud Cynthia Ligeard ainsi que Soane Michel Motuhi-Uhilamoafa, adjoint au chef du service du transit militaire interarmées de Nouvelle-Calédonie et ancien parachutiste d'origine wallisienne. Le secrétariat général, chargé de la mise en œuvre du projet et du programme politique, semble vouloir symboliser un certain rajeunissement en étant confié à Thierry Santa (45 ans), jusque-là secrétaire général de la mairie du Mont-Dore aux côtés de Pierre Frogier de 2000 à 2001 puis d'Éric Gay de 2004 à 2013 et qui exerçait déjà l'intérim de cette fonction depuis la destitution de Sonia Backès, avec à ses côtés deux adjoints : Yoann Lecourieux (40 ans), secrétaire général de la maire de Dumbéa depuis sa conquête par Georges Naturel en 2008 (et auparavant responsable du contrat d'agglomération à la mairie de Nouméa entre 1998 et 2008), est chargé de la vie du mouvement ; Virginie Ruffenach, conseillère municipale de Nouméa déléguée pour la réussite éducative depuis 2008, est chargée du programme. Et deux instances spéciales sont créées : 
- un comité pour le projet institutionnel confié à Pierre Bretegnier (jusqu'à sa dissidence le 1er mars 2014) et où se retrouvent trois puis deux élus provinciaux et du Congrès (Pierre Bretegnier jusqu'à son départ du parti, Rusmaeni Sanmohamat ou Léontine Ponga), deux anciens maires de 2001 à 2008 qui restent conseillers municipaux d'opposition (Guy Moulin de Bourail ou Guyèdre Wamedjo de Poya), deux conseillers municipaux de Nouméa (Tiaré Le Goff, issue de la communauté tahitienne, déléguée pour le suivi du plan d’urbanisme directeur et pour le tourisme, chargée des relations avec les associations féminines, et Fizié Bolé, natif de Lifou et délégué pour l'animation des quartiers), un ancien adjoint au maire du chef-lieu (le chef d'entreprise Henri Lafleur, par ailleurs neveu de Jacques Lafleur), d'un collaborateur de membre du gouvernement (Sylvian Raffard-Artigue, collaborateur de Jean-Claude Briault), de deux personnalités du monde économique (l'ancien président de la Chambre de commerce et d'industrie Michel Quintard et le directeur d'un commerce de matériel de sécurité Bertrand Courte) et deux professeurs de droit public (Jean-Yves Faberon et Guy Agniel). Une vidéo postée en ligne par le parti le 25 avril 2013 montre l'angle vers lequel ce comité s'oriente, déclarant rejeter « un État calédonien » et « l'indépendance sous toutes ses formes, dont l'indépendance-association », mais aussi « l'intégration dans un État existant », qu'il assimile pour la France au seul cas de la départementalisation en citant l'exemple de Mayotte, et propose « un territoire très autonome », qui correspond à la disposition de la libre association en droit international en donnant pour modèle les îles Cook[15].
- un comité d'éthique qui « garantit les valeurs du Rassemblement » est confié au député européen Maurice Ponga. Il comprend quinze autres membres dont, entre autres, les maires et élus du Congrès Georges Naturel et Alain Lazare, le conseiller de la Province Sud, ancien membre du gouvernement et ancien secrétaire général du parti Pierre Maresca, mais aussi du président du Conseil économique et social Yves Tissandier.

#### Coalitions électorales et montée d'une nouvelle génération (depuis 2013)
Les élections provinciales du 11 mai 2014 sont l'occasion d'un double bouleversement dans les habitudes électorales du parti. Tout d'abord, pour la première fois de son existence pour ce type de scrutin, le Rassemblement ne se présente pas seul, mais est au centre d'une alliance formée avec L'Avenir ensemble d'Harold Martin et le LMD de Simon Loueckhote : le Front pour l'unité (FPU), créé lors du congrès du Rassemblement à l'Arène du Sud de Païta le 30 novembre 2013, sur la base des groupes communs « Engagement pour la Calédonie dans la France » (ECF) qui s'étaient déjà constitués dans les différentes institutions depuis août 2013.
L'autre changement est la mise en retrait de son président, Pierre Frogier, au profit d'un rajeunissement et d'une féminisation des candidats du parti. Ainsi, la première place de la liste en Province Sud est confiée à Cynthia Ligeard, tandis que ni Pierre Frogier ni aucun maire ou ancien ténor du Rassemblement-UMP (Éric Gay, Georges Naturel, Alain Lazare, Gaby Briault, Hilarion Vendégou, Ghislaine Arlie ...) n'y figure. Au contraire, plusieurs quadragénaires (Thierry Santa, Yoann Lecourieux, Virginie Ruffenach, Grégoire Bernut) deviennent les nouvelles figures médiatiques ainsi que les chevilles ouvrières du parti et de la liste. Pierre Frogier affirme d'ailleurs publiquement vouloir profiter de cette nouvelle mandature pour « transmettre le flambeau » et se consacrer à « contribuer à trouver une issue au processus de réconciliation » avec les indépendantistes. La liste du Front pour l'unité  arrive en deuxième position en Province Sud avec 13 560 voix soit 19,88 % des suffrages exprimés et 9 sièges à l'Assemblée provinciale dont 7 également obtenus au Congrès (complétés par un élu du Nord issu lui aussi du Rassemblement). Elle est largement distancée par la liste de Calédonie ensemble de Philippe Gomès (36,47 % et 16 conseillers dont 13 également au Congrès complétés par deux élus du Nord), tout en étant suivie de près par l'UCF de Sonia Backès (18,35 % et 8 sièges dont 6 également au Congrès) et par la liste d'union indépendantiste de Rock Wamytan (18,13 % et 7 élus dont 6 au Congrès).
Pour établir une majorité non-indépendantiste, Cynthia Ligeard signe avec Philippe Gomès et Gaël Yanno un « contrat de gouvernance solidaire » présenté lors d'une conférence de presse le 16 mai 2014. Il comprend une répartition des postes clés dans les institutions comme en 2009, à savoir la présidence de l'assemblée provinciale à Philippe Michel de Calédonie ensemble (élu ce même jour), celle du Congrès à Gaël Yanno de l'UCF, et celle du gouvernement pour le FPU et plus précisément pour Cynthia Ligeard. Ce « contrat » prévoit également un certain nombre de priorités politiques à mettre en œuvre en commun dont la recherche d'un équilibre budgétaire pour la Province Sud (en souhaitant notamment négocier une révision de la clé de répartition) et le financement des communes, l'organisation d'une conférence économique et sociale des « forces vives du pays », et l'engagement voulu le plus rapidement possible des discussions avec les indépendantistes et l'État sur la sortie de l'accord de Nouméa et la consultation d'autodétermination. Mais cette coalition est de courte durée, puisque, dès le 16 décembre suivant, une crise politique éclate quand les trois ministres de Calédonie ensemble décident de quitter le gouvernement en raison de l'opposition du FPU à l'adoption d'une série de mesures fiscales. Le gouvernement sortant expédie alors les affaires courantes dans l'attente de l'élection d'un nouvel exécutif (ce qui est fait le 31 décembre 2014) puis d'un nouveau président, ce qui n'intervient que le 1er avril 2015, les non-indépendantistes étant divisés entre les candidatures de Cynthia Ligeard et de Philippe Germain de Calédonie ensemble.

Logo de L'Avenir en confiance.

Pendant le reste de la mandature, le Rassemblement oscille entre périodes d'opposition constructive, association, coopération critique puis opposition plus franche à l'égard de Calédonie ensemble, tout en constituant des groupes politiques différents au Congrès au gré des changements d'alliance :
- Alors qu'une coordination locale du parti national Les Républicains (nouveau nom de l'UMP à partir de mai 2015) est créée pour organiser le rapprochement des militants des deux partis néo-calédoniens qui lui sont associés (Le Rassemblement et le MPC) le 12 juin 2015[21], Pierre Frogier et ses proches souhaitent en faire une nouvelle alliance qui unirait dans les institutions néo-calédoniennes les groupes FPU et UCF. Deux composantes de ce dernier (le MPC et le MRC) refusent cette proposition[22],[23] : le groupe Les Républicains de Nouvelle-Calédonie, créé au Congrès le 16 juillet 2015, permet de réunir autour du Rassemblement, en plus des composantes qui étaient déjà alliées avec lui au sein du FPU, le RPC d'Isabelle Lafleur et des dissidents du MPC emmenés par Sonia Backès. Ce groupe oscille, concernant l'attitude à adopter vis-à-vis de Calédonie ensemble, entre la coopération institutionnelle (incarnée par un rapprochement affiché entre Pierre Frogier et Philippe Gomès sur la base d'une convergence des visions des deux hommes quant à la sortie de l'accord de Nouméa par la négociation, et qui permet à Thierry Santa d'être élu président du Congrès le 16 juillet 2015 puis réélu le 30 juin 2016) et des attaques sévères menées par la jeune garde contre la politique économique du gouvernement de Philippe Germain[24]. Cette coalition explose à l'approche des élections législatives de juin 2017, sur fond de profondes divisions entre le Rassemblement et les autres formations quant à l'attitude à adopter vis-à-vis de Calédonie ensemble (concertation ou ferme opposition), des indépendantistes (négociation dès avant la consultation sur l'accession de la Nouvelle-Calédonie à la pleine souveraineté prévue en 2018 ou non) ou de ce référendum de sortie (« nouvel accord » afin d'éviter un « référendum couperet » ou au contraire la consultation avec la question prévue par l'accord de Nouméa afin de « purger » définitivement la question de l'indépendance). Cela abouti à la candidature pour le Rassemblement et Les Républicains de Bernard Deladrière dans la première circonscription pour ensuite soutenir au second tour Philippe Dunoyer de Calédonie ensemble contre Sonia Backès, et à l'appui dès le premier tour de la réélection de Philippe Gomès dans la seconde circonscription.
- Durant l'entre-deux-tours de ces élections législatives de juin 2017, il se forme ainsi une « Plateforme commune » entre Le Rassemblement, Calédonie ensemble, le Mouvement populaire calédonien et Tous Calédoniens, aboutissant à l'éclatement définitif des Républicains de Nouvelle-Calédonie et de l'Union pour la Calédonie dans la France. De cette nouvelle alliance est issu un « Integroupe » au Congrès, tandis que tous les autres non-indépendantistes forment un nouveau groupe Les Républicains calédoniens (LRC) le 18 juillet 2017[25]. Les deux présentent des candidatures rivales lors du premier tour du renouvellement de la présidence de l'institution (Thierry Santa contre Grégoire Bernut) avant de se ranger tous derrière Thierry Santa au second tour, permettant sa réélection. Dans cette logique, Calédonie ensemble et Le Rassemblement présentent une liste commune pour les élections sénatoriales de septembre 2017, permettant à leurs candidats, Gérard Poadja du mouvement de Philippe Gomès et le sortant Pierre Frogier, d'être élus en un seul tour de scrutin.
- Mais la préparation du premier référendum sur l'indépendance et de l'avenir institutionnel provoque la rupture entre les deux formations en juin 2018, le Rassemblement ainsi que la majorité des militants du MPC (qui désavouent alors leur président, Gaël Yanno, qui désire rester allié avec Calédonie ensemble) refusant la stratégie de Philippe Gomès de négocier une « charte des valeurs communes » avec les indépendantistes. Le Rassemblement et le MPC s'unissent dans un nouveau groupe en faisant revivre Les Républicains de Nouvelle-Calédonie et retrouvent une attitude d'opposition frontale vis-à-vis de Calédonie ensemble, ce qui entraîne la perte du « perchoir » du Congrès par Thierry Santa au profit de Gaël Yanno[26],[27].
- Ces Républicains, et donc Le Rassemblement, s'unissent en février 2019 aux Républicains calédoniens de Sonia Backès (parti formé par tous les déçus ou exclus de la « Plateforme commune » en 2017) dans la coalition électorale de L'Avenir en confiance en vue des élections provinciales de mai 2019[28]. Ils remportent la victoire en Province Sud, avec 20 élus sur 40, et deviennent le premier groupe du Congrès, avec 18 sièges sur 54[29].

Entretemps, après le référendum du 4 novembre 2018, Pierre Frogier finalise la transmission des reines du parti à la nouvelle génération montante en démissionnant de la présidence à l'occasion d'un comité directeur réuni dans son fief de Boulari au Mont-Dore le 5 décembre 2018. Thierry Santa lui succède par intérim. Par la suite, certaines frictions apparaissent par moments entre cette nouvelle direction, les autres composantes de L'Avenir en confiance et Pierre Frogier (ainsi que son fils Brieuc Frogier, nouvel élu au Congrès à partir de 2019), sans remettre en question l'unité de la coalition jusqu'en 2022 :
- tout d'abord, une nouvelle proposition de Pierre Frogier fait polémique et divise les non-indépendantistes. Lors du 19e Comité des signataires en octobre 2019, celui-ci propose une « différenciation provinciale » et de « donner les moyens à chaque province de suivre son propre chemin » afin de prendre en compte le résultat du premier référendum de 2018 qui, selon lui, traduirait « une partition, une rupture géographique et une rupture politique ». La direction du parti soutient timidement cette position de son ancien président, la secrétaire générale Virginie Ruffenach parlant d'une « porte de sortie » possible, tandis qu'elle ne fait pas consensus au sein de L'Avenir en confiance et suscite la franche opposition des indépendantistes, de Calédonie ensemble et de Générations NC[31].
- lors des élections municipales de 2020, le Rassemblement continue de participer à cette stratégie collective dans la plupart des communes, à quelques exceptions notables. Ainsi, à Païta, le parti refuse de soutenir le maire sortant Willy Gatuhau, dauphin d'Harold Martin et cadre des Républicains calédoniens qui a pourtant reçu l'investiture de L'Avenir en confiance, au nom de la « moralisation de la vie politique ». En effet, Willy Gatuhau est, comme son prédécesseur Harold Martin, touché par plusieurs procédures judiciaires, raison invoquée par Le Rassemblement pour avancer sa propre liste sous la conduite d'un militant local, Béniéla Lorée[32]. Et pour le second tour de juin 2020, cette liste fusionne avec celle du parti ethnique wallisien et futunien L'Éveil océanien de Milakulo Tukumuli (qui est la tête de liste de cette nouvelle alliance) et Calédonie ensemble, sans réussir à remporter la victoire, Willy Gatuhau étant réélu[33]. À Boulouparis, le maire sortant Rassemblement Alain Lazare ne se représentant pas, le parti avance son successeur désigné et ancien adjoint Jérôme Siret avec le soutien de Calédonie ensemble[34], tandis que L'Avenir en confiance investit le chef de l'opposition sortante et chef du petit parti centriste Tous Calédoniens Pascal Vittori, qui l'emporte dès le premier tour[35]. Ces stratégies divergentes provoquent des dissensions internes au sein du Rassemblement, deux jeunes élus, par ailleurs enfants de figures historiques du parti, Brieuc Frogier (fils de Pierre Frogier) et la nouvelle adjointe au maire de Dumbéa Marie-Laure Ukeiwé (fille de Dick Ukeiwé), envoient un courrier aux militants pour faire part d'un « malaise [...] accompagné d'une profonde incompréhension » en critiquant surtout « l’alliance contre nature à Païta » et en réclamant la tenue d'un « congrès électif » qui serait « refondateur »[36]. Ce congrès a lieu le 31 octobre 2020, confirmant Thierry Santa à la présidence (alors qu'il l'exerçait jusque là par intérim) par 967 voix sur 992 votants[37].
- pour le renouvellement annuel de la présidence du Congrès du 28 juillet 2021, une possibilité de reprendre le « perchoir » à l'indépendantiste Rock Wamytan semble apparaître pour les non-indépendantistes. En effet, L'Éveil océanien, qui avait les deux années précédentes voté pour Rock Wamytan, fait état de sa volonté de soutenir cette fois un loyaliste si ce camp réussit à s'entendre sur une candidature commune, au nom de l'équilibre institutionnel que défend ce petit parti charnière et à la suite de l'obtention de la présidence du gouvernement par un nationaliste kanak. Virginie Ruffenach présente très tôt sa candidature, le 8 juillet 2021, mais celle-ci est immédiatement rejetée par Calédonie ensemble qui avance pour sa part le nom d'Annie Qaézé le 16 juillet. Les autres formations de L'Avenir en confiance ainsi que Générations NC mais aussi Brieuc Frogier, sous l'impulsion de Sonia Backès, finissent par passer un accord le 26 juillet avec Calédonie ensemble pour présenter des candidatures communes en 2021 (Annie Qaézé) et 2022 (Virginie Ruffenach), l'autre candidate recevant à chaque fois en échange une vice-présidence, mais aussi pour former un intergroupe rassemblant tous les non-indépendantistes, pour prendre des positions communes sur les principales réformes et pour mener ensemble la campagne pour le « non » au troisième référendum. Cependant, Virginie Ruffenach ainsi que la direction du Rassemblement refusent de retirer sa candidature, Thierry Santa qualifiant cet accord de « mascarade », de « diktat » et de « chantage »[38]. Le jour du scrutin, Rock Wamytan est donc réélu avec de nouveau le vote de L'Éveil océanien, contre 7 à Virginie Ruffenach (seuls les élus du Rassemblement ont voté pour elle au sein du groupe L'Avenir en confiance qu'elle préside), 6 à Annie Qaézé (ceux de Calédonie ensemble) et 12 votes blancs (les 11 autres membres du groupe L'Avenir en confiance non-issus du Rassemblement, et le non-inscrit Nicolas Metzdorf de Générations NC)[39]. Là encore, ces divisions suscitent des inquiétudes chez les militants qui l'expriment lors du congrès du mouvement tenu à l'Arène du Sud de Païta le 31 juillet suivant[40].
- pour les campagnes pour les élections nationales de 2022, Le Rassemblement se désolidarise à nouveau des Républicains calédoniens et du MPC, ce qui va, cette fois, avoir raison de L'Avenir en confiance. Ainsi, le 5 janvier 2022, le parti crée avec Tous Calédoniens un comité de soutien néo-calédonien à la candidate des Républicains pour l'élection présidentielle, Valérie Pécresse, représentée localement par Virginie Ruffenach (vice-présidente du Rassemblement et présidente du groupe L'Avenir en confiance au Congrès) et Pascal Vittori (président de Tous Calédoniens, maire de Boulouparis et délégué pour la Nouvelle-Calédonie du parti Les Centristes - Le Nouveau Centre)[41]. Puis, pour les élections législatives de cette même année, sans attendre de discuter d'éventuelles candidatures communes de L'Avenir en confiance, il présente le 30 mars suivant Virginie Ruffenach dans la 1re circonscription et Thierry Santa dans la 2e[42]. Cela va provoquer l'éclatement de L'Avenir en confiance, puisque les 10 élus macronistes des Républicains calédoniens et du MPC, rejoints par Brieuc Frogier qui fait alors dissidence du Rassemblement (et qui a fini par soutenir Emmanuel Macron au second tour de la présidentielle) et par l'élu non-inscrit de Générations NC Nicolas Metzdorf, forment leur propre groupe au Congrès le 13 avril 2022 baptisé « Les Loyalistes »[43]. De plus, ces élus « Loyalistes » se rapprochent de Calédonie ensemble avec qui ils présentent des candidatures communes (le sortant Philippe Dunoyer de Calédonie ensemble dans la 1re circonscription et Nicolas Metzdorf dans la 2e), tous deux élus alors que les candidats LR, Virginie Ruffenach et Thierry Santa, ont été battus dès le premier tour (avec respectivement 13,98 % et 21,79 % des suffrages).

Donc, depuis 2022, les six représentants du Rassemblement au Congrès, associés à l'unique élu du Rassemblement national (RN) Guy-Olivier Cuénot, forment désormais à eux seuls le groupe L'Avenir en confiance, finalement rebaptisé simplement « Rassemblement » en juin 2023, toujours présidé par Virginie Ruffenach. En revanche, ils quittent celui de l'Assemblée de la Province Sud pour former le 27 juin 2022 le groupe « Agissons pour le Sud » dirigé par Nadine Jalabert (du Rassemblement) et composé de 6 membres (5 Rassemblement et 1 RN).

## Positionnement politique

### Valeurs et principes
Les valeurs et principes fondamentaux du Rassemblement sont édictés dans la « Charte du Rassemblement » qui conclut le « Manifeste du Rassemblement pour la Calédonie » adopté lors de la création du RPC le 17 avril 1977. Il contient six articles :
- Article 1er (anti-indépendantisme et autonomisme) : « Dans le cadre institutionnel de Territoire de la République et dans l’attachement de ses ressortissants à la Nation Française, la collectivité calédonienne manifeste sa volonté d’affirmer sa personnalité, avec ses particularismes et ses spécificités et, en tant que telle, d’assumer la responsabilité véritable de gérer ses propres affaires, dans la cohérences et l’efficacité. »
- Article 2 : « La Société calédonienne est une Société pluriraciale et doit demeurer telle quelle ». D'où :
  - antiracisme : « Toutes les entreprises de division ou d’exclusive, spécialement celles puisant leur source dans le racisme, doivent être dénoncées et combattues d’où qu’elles viennent et quels qu’en soient les auteurs ».
  - « La promotion de la Société calédonienne doit être recherchée dans l’harmonie, c'est-à-dire dans l’entente et la compréhension mutuelle entre les ethnies, dans l’élimination des motifs de discorde et dans la volonté d’assurer à tous les habitants du Territoire les mêmes chances. »
- Article 3 : « La notion d’attachement à la France ayant été clairement définie, la Métropole a une double obligation envers la population du Territoire. » Cette double obligation est définie ainsi :
  - « Faire jouer pleinement la solidarité nationale, compte tenu des difficultés exceptionnelles de l’heure [le texte faisant ici mention de l'instabilité politique, économique et sociale qui règne au moment où il a été rédigé, à la fin des années 1970] »
  - « Reconsidérer le contrôle exclusif de l’État sur l’exploitation des ressources minières du Territoire [critique ici des lois Billotte de 1969, qui ont depuis été abrogées]. »
- Article 4 (libéralisme et justice sociale) : « L’affirmation de la personnalité calédonienne doit conduire au renouveau. Ce renouveau doit prendre la forme d’un développement des activités industrielles, de la mise en place d’un plan de redressement accéléré, d’un redéploiement et d’une restructuration d’ensemble aux plans économique, budgétaire, fiscal et social.
Mais ce renouveau ne peut s’accomplir que dans le cadre des principes €essentiels d’une économie libérale adaptée aux réalités du Territoire, pour une meilleure justice sociale. »
- Article 5 : parle des mesures prioritaires à mettre en place pour faire respecter les points précédents, là encore dans le contexte de 1977 mais devant être défendu par la suite en permanence par le parti :
  - « Une réforme électorale qui permette un fonctionnement efficace et cohérent de nos institutions, par la mise en place d’une majorité réelle et stable à l’Assemblée Territoriale [puis au Congrès] »,
  - « Une réforme foncière qui assure un règlement équitable du problème des terres dans l’ordre et la légalité »,
  - « Le lancement effectif du projet d’industrialisation du Nord »,
  - « Des mesures de sauvetage économique et, notamment, d’importants investissements publics pour résorber le chômage, un abaissement du coût des frets pour améliorer le pouvoir d’achat et une révision radicale des conditions de crédit, an accédant enfin au Long Terme, dans des conditions similaires à celles de la Métropole. »
- Article 6 : « Seul le Rassemblement des Calédoniens, dans la volonté d’entreprendre la défense et la rénovation de leur propre Collectivité, permettra à la Nouvelle-Calédonie de régler ses problèmes présents et de préparer sereinement son avenir. »

### Programme aux élections provinciales de 2009
Le programme du Rassemblement-UMP pour les élections provinciales du 10 mai 2009, intitulé « Construisons aujourd'hui la Calédonie de demain », est articulé en quatorze points. Il reprend ou fait référence à de nombreux points de la campagne de Nicolas Sarkozy lors de l'élection présidentielle de 2007 ou mesures mises en place depuis par le gouvernement de François Fillon.
- échéance institutionnelle et sortie de l'accord de Nouméa : « 2014, penser autrement : Pourquoi organiser un référendum en 2014 ? », reprenant la proposition de Pierre Frogier d'organiser le plus tôt possible un référendum de sortie. Les arguments cités en faveur de cette solution sont :
  - « Parce que c’est prévu par l’accord de Nouméa »
  - « Parce qu’en 2014, nous voulons que les Calédoniens réaffirment qu’ils ont adhéré à l’accord de Nouméa pour rester dans la France, alors que le FLNKS exige toujours l’indépendance »
  - « Parce que nous pourrons alors donner un nouvel élan, un nouveau départ, à l’accord de Nouméa et lui donner le temps dont il a besoin pour sa mise en œuvre dans toute sa richesse »
  - « Parce que nous pourrons alors rechercher tous ensemble dans la paix et dans l’apaisement cette identité calédonienne dans la France, voulue par la grande majorité de nos concitoyens »
  - « Parce que nous pourrons alors être pleinement Français et Calédoniens grâce à l’accord de Nouméa. »
- sécurité : « Être rassurés : Lutter contre la délinquance et l’insécurité », face à la montée supposée des crimes et délits, « en liaison avec l'État », en proposant : 
  - l'augmentation des subventions provinciales accordées aux communes du Grand Nouméa pour leurs polices municipale,
  - le renforcement des « politiques de prévention par l’insertion à l’école, par le sport, l’économie et la culture »,
  - la création de « structures semi-fermées alternatives à la prison »
  - de mettre « la lutte contre l’alcoolisme et la drogue au premier rang des urgences ».
- éducation et formation : « Réussir sa vie : Pour une école de la réussite et une formation tout au long de la vie » avec des mesures parfois inspirées du volet éducatif du plan Espoir Banlieues : 
  - « le recentrage sur les matières fondamentales (français et mathématiques) », avec la création d'« écoles de la 2e chance »,
  - « l’apprentissage des valeurs (goût du travail et de l’effort, politesse, respect de la règle commune) »,
  - « l’aide personnalisée aux élèves en difficulté » en créant des « internats d'excellence »,
  - « instaurer un droit individuel à la formation tout au long de la vie »,
  - « développer la formation par alternance et l’apprentissage ».
- la gestion et la vie politique : « Moraliser la vie politique : Lutter contre le gaspillage des fonds publics », qui critique la précédente majorité de l'Avenir ensemble (puis Calédonie ensemble) qui, selon lui, a fait « littéralement exploser » les « dépenses de communication ou de propagande, de cocktails, de fêtes et de cérémonie, de distribution à de pseudoassociations », le Rassemblement-UMP propose :
  - la création d'une « commission d'éthique pour la moralisation de la vie politique » chargée du « contrôle des collectivités afin d’assurer la transparence de l’attribution des marchés publics »,
  - la formation des « élus aux règles de gestion des deniers publics »,
  - l'élaboration d'une « charte des élus » pour « éviter toute confusion entre intérêts privés et mandats électifs »,
- économie : « Prospérer et partager : Dynamiser l’économie et pérenniser son développement pour créer des emplois et améliorer le pouvoir d’achat » avec :
  - la création d'un « fonds pour les générations futures alimenté par la fiscalité sur le nickel »,
  - la mise en place de « pôles de compétitivité dans des secteurs stratégiques » : nickel, énergies renouvelables et biodiversité,
  - la mise en condition favorable pour « l’embauche des jeunes à la recherche d’un premier emploi avec des charges salariales préférentielles les deux premières années »,
  - l'amélioration du « pouvoir d’achat des consommateurs par une modernisation des protections de marché (transparence et efficacité) et par un contrôle des marges arrière de la grande distribution »,
  - le « bilan de 20 ans de rééquilibrage » et la renégociation des « clés de répartition » (celles-ci favorisant les Provinces Nord et Îles Loyauté, moins peuplées que la Province Sud alors que la population de cette dernière ne cesse d'augmenter, mais qui sont également moins développées sur le plan économique et social),
  - le développement de « l'économie numérique ».
- affaires sociales : « Être solidaires : Retraite, logement, santé : ne laisser personne sur le bord du chemin », portant avant tout sur la solidarité entre les générations avec :
  - la mise en place d'une retraite minimale de « 80 000 FCFP [670,4 €] par mois à l’horizon 2011 »,
  - la création d'« une caisse de retraite pour les travailleurs indépendants »,
  - le développement d'« une mesure de type "prêts bonifiés" pour faciliter l’accès à la propriété pour une première acquisition »,
  - l'amélioration de «  l’accès aux soins dans l’Intérieur et les Îles et la prise en charge des urgences dans le Grand Nouméa ».
- jeunesse : « Accompagner les jeunes : Pour que chaque jeune Calédonien puisse trouver sa place dans la société », le Rassemblement-UMP propose :
  - la création d'un « pass’citoyen » pour les « jeunes bénévoles » qui gagneraient ainsi des « points citoyens » donnant droit « à des heures de conduite, à des formations gratuites », par exemple,
  - le développement des « efforts en faveur des jeunes sans qualification »,
  - la multiplication des « formations en alternance »,
  - le renforcement du « suivi des jeunes par les services chargés de l’emploi »,
  - l'encouragement aux entreprises pour « embaucher des jeunes à la recherche d’un premier emploi en instituant des charges salariales préférentielles les deux premières années »,
  - l'amélioration du « service et les tarifs de l’Internet »,
  - l'amélioration de l'accessibilité au permis de conduire,
  - la construction d'« un circuit accompagné d’une école de pilotage et d’un centre de prévention routière, pour sensibiliser les jeunes aux risques de la route ».
- environnement : « Être conscients de l’urgence écologique : Une écologie solidaire pour une Nouvelle-Calédonie exemplaire », en « conjuguant développement économique et préservation de l’environnement » par :
  - « la transparence de l’information sur les grands projets industriels, en impliquant les associations et les populations concernées »,
  - « un objectif de 20 % d’énergies renouvelables à 10-15 ans »,
  - la transformation de « la gestion durable de l’eau et d’un programme territorial d’assainissement [en] une priorité des collectivités publiques »,
  - la généralisation du « tri des déchets et leur recyclage »,
  - la lutte « contre l’étouffement progressif de l’agglomération de Nouméa par une ambitieuse politique de transport en commun, l’étalement des horaires, le covoiturage, le développement des activités économiques de proximité ».
- agriculture : « Imaginer une nouvelle ruralité : Retrouver nos racines et redynamiser notre agriculture », en s'appuyant non seulement sur les « filières existantes et en particulier la filière bovine » qu'il faut « relancer et redynamiser les filières existantes », mais également sur les nouveaux secteurs et en particulier la filière bois :
  - l'appui « sur les groupements professionnels et interprofessionnels pour améliorer la qualité des produits et la régulation des marchés »,
  - la possibilité donnée au « Crédit agricole [...] de mettre en place des financements adaptés aux besoins des agriculteurs (durée et accessibilité des prêts, intérêts bonifiés, intérêts progressifs) »,
  - la diversification des « grandes cultures et [de] la production fruitière » et la mise en œuvre d'un « grand programme de sylviculture »,
  - l'assurance d'« un meilleur partage de la valeur ajoutée entre producteurs et distributeurs ».
- emploi : « Favoriser les compétences locales : Promouvoir de manière intelligente l’emploi local », en insistant sur la défense de ce dernier « à compétences égales », et en proposant :
  - la mise en priorité de « l’amélioration du niveau général de qualification de la jeunesse calédonienne, aussi bien dans le secteur privé que dans le secteur public, afin qu’elle puisse affronter sans complexe la concurrence extérieure »,
  - le test systématique d'« un dispositif proposé par les partenaires sociaux dans une branche d’activité du secteur privé avant de le rendre obligatoire, afin d’éviter une paralysie des entreprises qui aboutirait fatalement à des suppressions d’emplois »,
  - la conservation de « la possibilité de faire appel à des compétences extérieures lorsqu’elles n’existent pas ici, car la Nouvelle-Calédonie ne doit pas se replier sur elle-même ».
- condition de la femme : « Avoir au moins le choix : Donner aux femmes la possibilité de faire un vrai choix de vie », avec :
  - la facilitation de « la vie des jeunes mères de famille qui veulent exercer une activité professionnelle en encourageant la création de crèches et en mettant en place un dispositif d’aide financière à la garde des enfants »,
  - le renforcement des « actions et [des] structures d’accueil en faveur des femmes victimes de violences conjugales et des femmes en détresse »,
  - l'aide à « la reprise d’une activité professionnelle, lorsqu’elles se sont arrêtées pour élever leurs enfants, par une remise à niveau des connaissances et inciter les entreprises à les embaucher ».
- fonction publique : « Faire évoluer le service public : Moderniser la fonction publique pour un meilleur service au public » par :
  - l'amélioration de « l’accueil du public », la simplification des « formalités », l'accélération des « temps de réponse » et le développement du « principe d’une administration électronique avec les téléservices »,
  - la création d'« un centre de gestion des fonctions publiques territoriale et communale pour une plus grande efficacité dans la gestion des ressources humaines »,
  - la valorisation des « heures supplémentaires » en reprenant le slogan de campagne présidentielle de Nicolas Sarkozy : « pour que ceux qui travaillent plus puissent gagner plus »,
  - la révision et mise en cohérence des « différents statuts » et la modification du « statut général pour permettre un recul de l’âge de recrutement et la prise en compte de l’expérience ».
- culture : « Faciliter l’accès à la culture : Renforcer le lien entre identité océanienne et culture française » en voulant « faire de la Nouvelle-Calédonie le pôle de la culture française dans le Pacifique », avec : 
  - l'amélioration de l'accessibilité de la culture,
  - la création d'un «  centre des arts, à la fois école d’art, lieu de débats, d’échanges et de pratiques culturelles et artistiques, qu’elles soient traditionnelles ou contemporaines, il doit être ouvert à tout public, aussi bien professionnel qu’amateur »,
  - le développement de « l’Internet, le média de tous les liens, le vecteur de toutes les cultures, par la création de lieux publics dédiés à l’accès à Internet gratuit et d’espaces Wi-Fi, sur toute la Nouvelle-Calédonie (dans les communes et les tribus) »,
  - le développement de « la TNT ainsi que l’émergence d’une chaîne de télévision locale consensuelle et gratuite ».
- sports : « Se dépasser : Le sport, une passion partagée, une pratique populaire, une ambition d’excellence », en proposant :
  - la création du « passeport du bénévole »,
  - la reconnaissance de « la contribution des clubs au service public en fonction de critères précis (nombre d’adhérents, de jeunes, participation aux compétitions, etc.) » et l'échelonnement des « aides et avantages publics en fonction de cette contribution »,
  - la création d'un « passeport de haut niveau pour suivre la carrière du sportif depuis son plus jeune âge, pour préparer son insertion sociale et pour former des cadres de qualité ».

### Positionnements récents (après 2009)
Pierre Frogier est à l'origine de plusieurs prises de position ou propositions, non comprises dans son programme de 2009, qui ont suscité un certain débat en Nouvelle-Calédonie, surtout concernant les questions institutionnelles : 
- sortie de l'accord de Nouméa : tendant à modérer ses propos concernant la sortie de l'accord de Nouméa, il estime en octobre 2009 : « Voilà 30 ans que je me bats contre l’indépendance. Je veux maintenant me battre "pour" quelque chose ». Il avance alors l'idée de définir une solution institutionnelle claire comme alternative à l'indépendance pour le référendum d'autodétermination, dont il défend toujours l'organisation dès 2014, et « qui mènerait le pays aux confins de l’autonomie » en choisissant « librement » de laisser à la République l’exercice des compétences régaliennes. Il défend dans le même temps l'entente républicaine dont il veut faire une « nouvelle force politique », notamment pour discuter avec les indépendantistes de cette issue institutionnelle, ainsi que la possibilité d'étendre le « modèle néo-calédonien » à l'ensemble de l'outre-mer français[46]. Il obtient le soutien d'Harold Martin et de l'Avenir ensemble, tant sur la proposition institutionnelle que sur celle d'un rapprochement plus poussé des anti-indépendantistes[47], mais ses déclarations provoquent des réactions plus tièdes de la part du RPC (qui maintient son opposition à un « référendum couperet » et réitère sa proposition de renouveler les accords pour un « pacte cinquantenaire » allant dans le sens d'une nouvelle « solution négociée »)[48] ou du FLNKS (qui estime qu'il s'agit surtout d'un discours visant les militants du Rassemblement-UMP et qui ne donne « pas l’impression qu’à ses yeux les indépendantistes comptent vraiment »)[49].
- signes identitaires : Pierre Frogier annonce au début du mois de février 2010 envisager d'associer le drapeau tricolore au drapeau Kanaky, avec pour condition que les indépendantistes « doivent lever toute ambiguïté et nous l’apporter comme un signe identitaire, un symbole culturel, débarrassé des violences dont il est entaché » afin de « représenter cette part de la Nouvelle-Calédonie mélanésienne et océanienne indissociable de son identité européenne et française » et « ainsi, en additionnant nos deux légitimités, nous aurons fait un nouveau pas les uns vers les autres »[50]. Cette fois-ci saluée par le FLNKS[51], par Didier Leroux, dissident de l'Avenir ensemble et représentant local du MoDem qui la voit comme une « démarche courageuse et même un peu risquée de Pierre Frogier » et « comme une étape, avant l’adoption d’un drapeau commun »[52], et une nouvelle fois par l'Avenir ensemble[53], la proposition est en revanche vivement critiquée par Jacques Lafleur (disant qu'elle « ne peut que diviser » et que « la Nouvelle-Calédonie a un drapeau, celui de la République française »)[54], et donc par le RPC, et par Calédonie ensemble (qui la juge « ambiguë, contraire à l’accord de Nouméa et dangereuse pour le destin commun »)[55]. Quoi qu'il en soit, cette proposition reçoit le soutien du président de la République Nicolas Sarkozy et du gouvernement lors du VIIIe Comité des signataires réunis à Paris le 24 juin 2010. À la suite de cela, le 13 juillet suivant, les élus du Congrès ont émis « le vœu de voir flotter ensemble le drapeau tricolore et celui des indépendantistes sur les édifices publics de Nouvelle-Calédonie »[56]. N'ayant pas de force juridique contraignante, chaque collectivité est laissée libre de l'appliquer ou non[57]. Le 17 juillet, le premier ministre François Fillon, en déplacement officiel sur l'île, hisse pour la première fois le drapeau kanaky et le drapeau français ensemble sur le siège du Haut-commissariat de la République[58] en présence des autorités locales dont le président du gouvernement Philippe Gomès (qui s'était opposé à l'usage des deux drapeaux), Pierre Frogier, celui du Congrès Harold Martin et celui du Sénat coutumier, Julien Boanemoi. Une circulaire émanant du premier ministre est attendue pour savoir sur quels établissements les deux emblèmes doivent être présents conjointement ; celui-ci a néanmoins précisé qu'il s'agira de « donner des instructions concernant les édifices qui représentent l’État. S’agissant des collectivités locales, c’est à elles d’assumer leurs responsabilités. L’État n’imposera rien »[59]. Le gouvernement local fait hisser (après un vote) les deux drapeaux sur son siège le 27 juillet[60], suivi par Pierre Frogier sur l'hôtel de la Province Sud (sans vote pour sa part de l'assemblée provinciale) pour la première fois le 7 août 2010[61]. Le même jour, les communes du Grand Nouméa, dont trois sur quatre sont détenues par le Rassemblement-UMP, font de même[62]. Enfin le Congrès lève les deux drapeaux pour la première fois le 27 août suivant[63].
- industrie : Pierre Frogier propose de rapprocher les trois principaux groupes métallurgiques acteurs du secteur du nickel en Nouvelle-Calédonie (SLN, SMSP et Vale Inco) afin qu'ils renforcent leur coopération et leur complémentarité plutôt que de se faire concurrence, estimant en octobre 2009 lors d'une visite de l'usine de Goro que l’intérêt du pays « ne passe pas forcément par l’addition des intérêts respectifs des trois industriels », et en mars 2010 que « l’avenir métallurgique à long terme ne peut pas passer par la concurrence entre opérateurs, mais par une synergie et une complémentarité »[64].

Le congrès du Rassemblement-UMP tenu à Boulari au Mont-Dore le 23 octobre 2010 a adopté quatre motions définissant les positions officielles que le parti doit défendre dans les différents comités mis en place par le Haut-commissaire pour préparer l'avenir :
- Motion de l'atelier 1 portant sur les transferts de compétence et du corps électoral (animé par le député Gaël Yanno) : réaffirme « son opposition au principe même de gel du corps électoral [mis en place par la réforme constitutionnelle de 2007], contraire à ses valeurs et à la lettre de l’Accord de Nouméa, approuvé par une très grande majorité de Calédoniens en novembre 1998 ». En partant de ce principe, non seulement le Rassemblement-UMP « refuse l’éventualité d’une extension de ce corps électoral gelé à d’autres types d’élections » (notamment aux élections municipales qui sont ouvertes à l'ensemble des citoyens français et aux ressortissants d'autres pays européens résidant sur le Territoire), mais de plus, dans le cadre des négociations de sortie de l'accord de Nouméa, il entend défendre le « retour à un corps électoral glissant avec une condition de résidence de 10 ans », comme ce qui était appliqué pour les élections provinciales avant 2007[65].
- Motion de l'atelier 2 portant sur le bilan de l'accord de Nouméa (animé par le président de la Commission permanente du Congrès Pierre Bretegnier) : estime que les « 20 ans de paix et de stabilité dus aussi à l’action du Rassemblement » est la grande réussite des accords, mais que le rééquilibrage est son « grand échec », en notant surtout que « l'exode vers le sud continue », et que le bilan des transferts de compétences est « mitigé ». Il note que l'accord a permis un « effort remarquable en faveur de la culture kanak mais un rôle du sénat controversé ». Partant de ces constats, il émet plusieurs résolutions[66] : 
  - relations avec la France métropolitaine : « inscrire la Nouvelle-Calédonie dans une nouvelle relation avec la France, à l’intérieur de la République. C’est "la décolonisation dans la France" », cette dernière phrase étant attribuée à l'ancien Premier ministre socialiste et signataire des accords de Matignon Michel Rocard.
  - institutions : « remettre les provinces au centre du dispositif institutionnel et redonner à la Province Sud ses marges de manœuvres financières », reprenant ainsi sa promesse de campagne de faire réviser la clé de répartitions.
  - autorités coutumières : « donner au Sénat coutumier un vrai rôle de représentation des autorités coutumières mélanésiennes et imaginer des organismes de représentation des autres autorités coutumières océaniennes », notamment des Wallisiens et Futuniens.
  - culture : « conduire une politique culturelle qui tienne compte de la mosaïque des cultures qui compose la Nouvelle-Calédonie ».
  - poids politique : « conforter la Rassemblement dans un rôle central au Congrès et au gouvernement, pour être assuré que la Nouvelle-Calédonie reste dans la France ».
- Motion de l'atelier 3 portant sur les discussions d'après 2014 (animé par le membre du gouvernement chargé du budget, de la fiscalité, de l'économie numérique et des questions liées à la communication audiovisuelle, ainsi que signataire de l'accord de Nouméa, Bernard Deladrière) : « affirme que la Nouvelle-Calédonie reste française tant que sa population le souhaite ». Le parti dit vouloir « imaginer la conclusion » de l'accord de Nouméa, qu'il juge « inachevé », et présente la « reconnaissance des deux drapeaux, des deux légitimités » comme la condition nécessaire permettant « de se retrouver pour élaborer une solution d’avenir pour une communauté de destin, en reconnaissant la place de tous ceux qui sont installés durablement en Nouvelle-Calédonie ». En contrepartie, la fin du « gel du corps électoral » demandé dans la motion 1 est vue comme l'autre condition à la mise en place d'un tel dialogue. Sur le statut souhaité pour l'après 2014, le parti entérine les propositions faites en octobre 2009 par Pierre Frogier à savoir[67] :
  - le maintien des compétences régaliennes (nationalité, garanties des libertés publiques, défense, justice, monnaie avec l'introduction à terme de l'euro, l'ordre public et la responsabilité internationale) sous le contrôle de l'État français, par un accord passé entre ce dernier et la Nouvelle-Calédonie, « approuvé par un référendum local qui consacrera le libre consentement de la population concernée ». De ce fait, l'organisation politique et administrative de la Nouvelle-Calédonie ne serait plus définie par une loi organique votée par le Parlement, mais par une loi de pays votée par le Congrès local.
  - « la prise en main de son destin et la prise en compte des aspirations légitimes de la population calédonienne passent également par un statut international renforcé. Il faut donc que la Nouvelle-Calédonie soit encore plus étroitement associée à l’exercice de la compétence en matière de relations extérieures ». Le parti propose ainsi que le pays « bénéficie de la possibilité de développer son action extérieure au-delà du Pacifique et devenir ainsi un véritable acteur international », par la présence systématique d'un représentant néo-calédonien au sein des délégations françaises à l'ONU et à terme l'obtention d'un statut d'observateur auprès de cette organisation internationale.
  - le renforcement des « relations entre les trois collectivités françaises du Pacifique » (Nouvelle-Calédonie, Polynésie française, Wallis-et-Futuna) par « la création d’une conférence régionale regroupant » ces trois territoires, ayant « vocation à évoquer, au plus haut niveau, les questions politiques, économiques, sociales et culturelles et de débattre de positions communes sur toutes les questions internationales, régionales et nationales » et « à devenir un vecteur actif pour la francophonie dans la région »
- Motion de l'atelier 4 portant sur les mines et la métallurgie (animé par le chef d'entreprise et ancien président de la CCI Michel Quintard) : là entérine les positions de Pierre Frogier en la matière, à savoir[68] :
  - « une gestion optimisée des ressources minières » par le biais d'une « Haute Autorité de la Mine » qui devra « arbitrer la répartition de cette richesse » selon trois critères (la maximisation de « la valeur ajoutée dégagée au profit de la Nouvelle Calédonie », la préservation de « la durée de vie des gisements » et la prise en compte des « contraintes environnementales »).
  - « la mise en place d’un schéma énergétique territorial afin de mutualiser et d’optimiser les moyens au profit des opérateurs miniers et de la population ».
  - la création d'une « école des métiers de la mine et de la métallurgie » afin de « remédier au manque crucial de main d’œuvre qualifiée ».
  - le lancement de la réflexion « aux moyens de capitaliser le savoir-faire développé par les activités de la mine notamment en matière environnementale », par le biais d'une « université de la mine » devant servir de « socle d’innovations au profit de la Nouvelle Calédonie ».

### Position au sein de la droite nationale
Si, à partir de la transformation du RPC en RPCR en 1978, le parti s'est lié au RPR, certaines personnalités sont restées membres de l'UDF : c'est le cas de Jean Lèques pour le Centre des démocrates sociaux (CDS) puis Force démocrate (FD) ou de Pierre Maresca pour le Parti républicain (PR) puis Démocratie libérale (DL). Si Jacques Lafleur, longtemps considéré comme un ami personnel de Jacques Chirac, a appelé à voter pour Édouard Balladur pour l'élection présidentielle de 1995, sa position a toutefois été peu suivie et le parti a longtemps eu une tradition chiraquienne.
La création de l'UMP a gommé la différence d'appartenance entre RPR et UDF-DL, le RPCR devenu ensuite Rassemblement-UMP étant associé à ce parti national et ses structures se confondent avec celle de la fédération locale.
Lors du Congrès de l'Union pour un mouvement populaire de 2012, le vote de la fédération UMP de Nouvelle-Calédonie, en grande partie composée donc du Rassemblement-UMP, mais avec également des militants isolés, est annulé par la Commission nationale des recours et est l'un des facteurs de controverse sur les résultats, amplifiée par la querelle locale née de la défaite des élections législatives de 2012. Le président du parti Pierre Frogier conteste cette annulation et les accusations de fraude et menace notamment Jean-François Copé : « Si jamais les termes de manœuvres frauduleuses sont à nouveau employés, je sais où ça se terminera. Ça se terminera probablement au tribunal », tandis que le 1er vice-président Gaël Yanno reconnaît, lors d'une rencontre avec Jean-François Copé, qu'il soutient face à François Fillon, qu'il y a eu des « irrégularités au niveau du vote ».
Quelque peu distant des instances dirigeantes de l'UMP pendant la présidence de Jean-François Copé, qui a soutenu la dissidence de Gaël Yanno et de ses partisans qui ont fondé en mars 2013 le MPC, au point de ne plus apparaître comme un parti associé contrairement à ce dernier à partir de janvier 2014 et d'abandonner le suffixe « UMP », le Rassemblement a renoué des liens forts avec le parti métropolitain, dont il redevient un parti associé ainsi que l'un des représentants de la fédération néo-calédonienne, à la suite du retour de Nicolas Sarkozy à sa tête le 2 décembre 2014. Le mouvement participe au vote qui amène le changement de statuts, de direction et de nom de l'UMP pour devenir Les Républicains le 28 mai 2015, ainsi qu'au congrès qui entérine cette transformation le 30 mai 2015.

## Direction

### Direction actuelle (depuis 2024)
Depuis le 26 septembre 2024, l'exécutif du parti est ainsi constitué : 
- Président (définit les orientations politiques) : Alcide Ponga (président par intérim du parti à la suite de la démission de Thierry Santa le 8 décembre 2022 puis élu président de plein exercice le 20 avril 2024, jusque là vice-président pour le Nord, maire de Kouaoua depuis 2014, élu du Congrès et de l'Assemblée de la Province Nord depuis 2019) ;
  - Vice-présidents : 
    - Virginie Ruffenach (vice-présidente pour le projet de société, présidente du groupe L'Avenir en confiance puis Rassemblement au Congrès et élue de l'Assemblée de la Province Sud depuis 2019, ancienne secrétaire générale du Rassemblement de 2016 à 2021, ancienne conseillère municipale de Nouméa de 2008 à 2014) ;
    - Lionel Paagalua (vice-président pour le Sud, élu de l'Assemblée de la Province Sud depuis 2019, adjoint au maire du Mont-Dore depuis 2020) ;
    - Annie Beustes (vice-présidente pour la relation avec les « anciens », ancienne membre du gouvernement de la Nouvelle-Calédonie de 1999 à 2001 et de 2007 à 2009, ancienne élue du Congrès et de l'Assemblée de la Province Sud en 1999 et de 2001 à 2007) ;
    - Laura Vendégou (vice-présidente pour la communauté de destin, élue au Congrès et à l'Assemblée de la Province Sud depuis 2019, conseillère municipale de l'Île des Pins depuis 2020, fille de l'ancien grand-chef, maire et sénateur Hilarion Vendégou).
- Secrétaire général (construit le projet politique) : Jordan Courtot (chargé de mission de 2022 à 2023 puis directeur adjoint du cabinet de 2023 à 2025 puis directeur de cabinet de la présidente du groupe L'Avenir en confiance puis Rassemblement au Congrès Virginie Ruffenach) ;
  - Secrétaire générale adjointe pour le Nord : Amanda Santarossa-Aïssa Ben Mohamed (directrice de cabinet du groupe « Agissons pour le Nord » de l'Assemblée de la Province Nord depuis 2019, ancienne conseillère municipale d'opposition de Koné de 2014 à 2020, ancienne collaboratrice de l'élu provincial Francis Euriboa de 2014 à 2019, ancienne chef du service des affaires générales et de la sécurité civile de la Subdivision administrative Nord du haut-commissariat de la République, ancienne militante de Calédonie ensemble jusqu'en 2014) ;
  - Secrétaire général adjoint pour le Sud : Xavier Rossard (conseiller municipal de Dumbéa depuis 2020, chef du groupe d'opposition « Dumbéa, intègre » au conseil municipal de Dumbéa depuis octobre 2023, ancien chef de cabinet de 2019 à 2023 puis directeur de cabinet de 2023 à 2025 de la présidente du groupe L'Avenir en confiance puis Rassemblement au Congrès Virginie Ruffenach, ancien assistant parlementaire du sénateur Pierre Frogier de 2018 à 2019) ;
- Trésorière : Vanessa Wacapo (conseillère provinciale du Nord depuis le 16 janvier 2025, responsable de l'agence bancaire de Koné et du pôle VKP de la BCI depuis 2010, ancienne candidate suppléante de Thierry Santa lors des élections législatives de 2022 dans la 2e circonscription de Nouvelle-Calédonie) ;
  - Trésorier adjoint : Raymond Nénou-Pwataho (collaborateur du groupe « Agissons pour le Nord » de l'Assemblée de la Province Nord depuis 2019, président du conseil d'administration de la Fédération de l'enseignement libre protestant FELP depuis 2013, fils de l'ancien député RPR de la 2e circonscription de Nouvelle-Calédonie Maurice Nénou) ;
- Secrétaire : Ludovic Talia (aussi responsable de la section Jeune du parti, chargé de mission au cabinet de la présidente du groupe L'Avenir en confiance puis Rassemblement au Congrès Virginie Ruffenach) ;
  - Secrétaire adjointe : Katia Paladini (conseillère municipale de Dumbéa depuis 2020 et membre du groupe d'opposition « Dumbéa, intègre » au conseil municipal de Dumbéa depuis octobre 2023) ;
- Responsable de la communication et de la section des femmes : Maïré Nozeran (ancienne 4e adjointe à la maire DVD de Bourail Brigitte El Arbi chargée de l'environnement de 2014 à 2018, membre de l'association culturelle tahitienne To’u Ai’a).

### Liste des présidents
- RPC :

1. 1977-1978 : Roger Laroque (maire de Nouméa)

- RPCR puis Rassemblement-UMP puis Rassemblement :

1. 1978-2005 : Jacques Lafleur (député, président de la Province Sud)
2. 2005-2018 : Pierre Frogier (député puis sénateur, président puis membre du gouvernement puis président du Congrès puis de la Province Sud)
3. 2018-2022 (par intérim jusqu'en 2020) : Thierry Santa (président puis membre du gouvernement, ancien président du Congrès)
4. depuis 2022 (par intérim jusqu'en avril 2024) : Alcide Ponga (maire de Kouaoua, président du gouvernement)

### Liste des vice-présidents exécutifs
- Rassemblement :

1. 2015-2021 : Éric Gay (maire du Mont-Dore, ancien élu du Congrès et de l'Assemblée de la Province Sud)

### Liste des vice-présidents
- RPCR puis Rassemblement-UMP puis Rassemblement :

1. ?-2005 : Jean Lèques (maire de Nouméa, président du gouvernement)
2. 2005-2006 : Jean Lèques (maire de Nouméa, ancien président du gouvernement), Simon Loueckhote (sénateur, ancien président du Congrès), Ghislaine Arlie (maire de Farino), Gérard Poadja
3. 2006-2008 : Bernard Ukeiwé et Léontine Ponga
4. 2008-2012 : Léontine Ponga
5. 2012-2013 : Gaël Yanno (également porte-parole, 1er adjoint au maire de Nouméa)
6. 2013-2014 : Ghislaine Arlie (maire de Farino, présidente de l'Association française des maires de Nouvelle-Calédonie, élue du Congrès et de l'Assemblée de la Province Sud), Hilarion Vendégou (sénateur, maire et grand-chef kanak de l'Île des Pins), Cynthia Ligeard (présidente de l'Assemblée de la Province Sud, élue du Congrès), Jean Lèques (maire de Nouméa, ancien président du gouvernement, ancien président de l'Assemblée territoriale), Éric Gay (maire du Mont-Dore, élu du Congrès et de l'Assemblée de la Province Sud) et Soane Michel Motuhi-Uhilamoafa.
7. 2014-2015 : Alain Lazare (maire de Boulouparis, ancien membre du gouvernement, ancien élu du Congrès et de l'Assemblée de la Province Sud), Bernard Deladrière (signataire de l'accord de Nouméa, adjoint au maire du Mont-Dore, membre du gouvernement), Jean Lèques (signataire de l'accord de Nouméa, ancien maire de Nouméa, ancien président du gouvernement, ancien président de l'Assemblée territoriale, ancien élu du Congrès et de l'Assemblée de la Province Sud), Ghislaine Arlie (ancien maire de Farino, ancienne présidente de l'Association française des maires de Nouvelle-Calédonie, ancienne élue du Congrès et de l'Assemblée de la Province Sud), Hilarion Vendégou (sénateur, grand-chef kanak et ancien maire de l'Île des Pins, ancien élu du Congrès et de l'Assemblée de la Province Sud), Éric Gay (maire du Mont-Dore, ancien élu du Congrès et de l'Assemblée de la Province Sud), Cynthia Ligeard (membre du gouvernement, ancienne présidente du gouvernement, ancienne présidente de l'Assemblée de la Province Sud, élue du Congrès), Georges Naturel (maire de Nouméa, président du syndicat intercommunal du Grand Nouméa, ancien membre du gouvernement, ancien élu du Congrès et de l'Assemblée de la Province Sud), Léontine Ponga (ancienne élu du Congrès et de l'Assemblée de la Province Nord).
8. 2015-2021 : Bernard Deladrière (signataire de l'accord de Nouméa, adjoint au maire du Mont-Dore, membre du gouvernement), Alain Lazare (maire de Boulouparis, ancien membre du gouvernement, ancien élu du Congrès et de l'Assemblée de la Province Sud), Hilarion Vendégou (sénateur jusqu'en 2017, grand-chef kanak et maire de l'Île des Pins, ancien élu du Congrès et de l'Assemblée de la Province Sud)
9. 2021-2022 : Lionel Paagalua (vice-président pour le Sud, élu de l'Assemblée de la Province Sud depuis 2019, adjoint au maire du Mont-Dore depuis 2020), Martin Hamu (vice-président pour les Îles Loyauté, ancien élu du Congrès et du conseil de la Région Sud en 1988, ancien membre du Conseil exécutif de Nouvelle-Calédonie de 1988 à 1989), Alcide Ponga (vice-président pour le Nord, maire de Kouaoua depuis 2014, élu du Congrès et de l'Assemblée de la Province Nord depuis 2019), Virginie Ruffenach (vice-présidente pour le projet de société, présidente du groupe L'Avenir en confiance puis Rassemblement au Congrès et élue de l'Assemblée de la Province Sud depuis 2019, ancienne secrétaire générale du Rassemblement de 2016 à 2021, ancienne conseillère municipale de Nouméa de 2008 à 2014), Laura Vendégou (vice-présidente pour la communauté de destin, élue au Congrès et à l'Assemblée de la Province Sud depuis 2019, conseillère municipale de l'Île des Pins depuis 2020, fille de l'ancien grand-chef, maire et sénateur Hilarion Vendégou).
10. 2022-2024 : Lionel Paagalua (vice-président pour le Sud, élu de l'Assemblée de la Province Sud depuis 2019, adjoint au maire du Mont-Dore depuis 2020), Martin Hamu (vice-président pour les Îles Loyauté, ancien élu du Congrès et du conseil de la Région Sud en 1988, ancien membre du Conseil exécutif de Nouvelle-Calédonie de 1988 à 1989), Virginie Ruffenach (vice-présidente pour le projet de société, présidente du groupe L'Avenir en confiance puis Rassemblement au Congrès et élue de l'Assemblée de la Province Sud depuis 2019, ancienne secrétaire générale du Rassemblement de 2016 à 2021, ancienne conseillère municipale de Nouméa de 2008 à 2014), Laura Vendégou (vice-présidente pour la communauté de destin, élue au Congrès et à l'Assemblée de la Province Sud depuis 2019, conseillère municipale de l'Île des Pins depuis 2020, fille de l'ancien grand-chef, maire et sénateur Hilarion Vendégou).
11. depuis 2024 : Virginie Ruffenach (vice-présidente pour le projet de société, présidente du groupe L'Avenir en confiance puis Rassemblement au Congrès et élue de l'Assemblée de la Province Sud depuis 2019, ancienne secrétaire générale du Rassemblement de 2016 à 2021, ancienne conseillère municipale de Nouméa de 2008 à 2014), Lionel Paagalua (vice-président pour le Sud, élu de l'Assemblée de la Province Sud depuis 2019, adjoint au maire du Mont-Dore depuis 2020), Annie Beustes (vice-présidente pour la relation avec les « anciens », ancienne membre du gouvernement de la Nouvelle-Calédonie de 1999 à 2001 et de 2007 à 2009, ancienne élue du Congrès et de l'Assemblée de la Province Sud en 1999 et de 2001 à 2007), Laura Vendégou (vice-présidente pour la communauté de destin, élue au Congrès et à l'Assemblée de la Province Sud depuis 2019, conseillère municipale de l'Île des Pins depuis 2020, fille de l'ancien grand-chef, maire et sénateur Hilarion Vendégou).

### Liste des secrétaires généraux
- RPCR puis Rassemblement-UMP puis Rassemblement :

1. 1980-1984 : Max Frouin (président de la commission permanente)
2. 1984-1989 : Pierre Maresca (1re fois)
3. 1989-2005 : Pierre Frogier (maire du Mont-Dore puis député, président du Congrès et du gouvernement)
4. 2005-2006 : Pierre Maresca (2e fois, ancien membre du gouvernement)
5. 2006-2012 : Éric Gay (maire du Mont-Dore)
6. 2012-2013 : Sonia Backès (par intérim, membre du gouvernement)
7. 2013-2016 : Thierry Santa (conseiller municipal de Païta à partir de 2014, président du Congrès à partir de 2015)
8. 2016-2021 : Virginie Ruffenach (présidente du groupe L'Avenir en confiance puis Rassemblement au Congrès à partir de 2019, ancienne conseillère municipale de Nouméa de 2008 à 2014)
9. 2021-2022 : Didier-Jean Leroux (ancien directeur des technologies et des services de l'information du gouvernement de la Nouvelle-Calédonie de 2014 à 2016 puis collaborateur de la membre du gouvernement de la Nouvelle-Calédonie Cynthia Ligeard de 2018 à 2019)
10. Depuis 2024 : Jordan Courtot (Directeur adjoint puis directeur de cabinet du groupe Rassemblement au Congrès de la Nouvelle-Calédonie)

### Liste des présidents du Comité pour le projet institutionnel
- Rassemblement-UMP :

1. 2013-2014 : Bernard Deladrière (adjoint au maire du Mont-Dore, ancien membre du gouvernement)

### Liste des présidents du Comité d'éthique
- Rassemblement-UMP puis Rassemblement :

1. 2013-2021 : Maurice Ponga (député européen, ancien membre du gouvernement)

## Élus

### Parlementaires
Tous les parlementaires de Nouvelle-Calédonie sont issus du Rassemblement-UMP et avant du RPCR de 1986 à 2005, en siégeant dans les groupes RPR puis UMP (Jacques Lafleur est député sous ses couleurs de 1978 à 2005, Maurice Nénou de 1986 à 1996 puis Pierre Frogier de 1996 à 2011 ; Dick Ukeiwé est sénateur RPCR de 1983 à 1992 avant d'être remplacé par Simon Loueckhote). Mais, de 2005 à 2007, l'ancien chef du parti et alors député de la 1e circonscription, Jacques Lafleur, a démissionné du mouvement pour créer un parti dissident, le RPC. Le sénateur Simon Loueckhote l'a rejoint peu après, avant de créer son propre parti, le Mouvement de la diversité (LMD), en 2008.
Toutefois, à la suite des élections législatives des 10 et 17 juin 2007, les députés des deux circonscriptions sont à nouveau issus du Rassemblement-UMP : Gaël Yanno dans la 1re circonscription, son suppléant étant Bernard Ukeiwé, par ailleurs vice-président du parti, jusqu'à son décès le 23 juillet 2008 ; Pierre Frogier est réélu pour sa part dans la 2e circonscription, avec comme suppléante l'autre vice-présidente du Rassemblement, Léontine Ponga. Il en est de même pour les deux sénateurs (un siège supplémentaire ayant été créé pour la Nouvelle-Calédonie) après les élections du 25 septembre 2011, à savoir Pierre Frogier (qui laisse alors son mandat de député vacant jusqu'aux législatives de l'année suivante) et Hilarion Vendégou, les suppléantes étant Isabelle Champmoreau (qui quitte le parti pour le MPC en 2013) et Ghislaine Arlie.
Mais, depuis les élections législatives des 10 et 17 juin 2012, le Rassemblement-UMP ne dispose plus d'aucun député. Pour les mandats sénatoriaux, le scrutin du 24 septembre 2017 voit le Rassemblement présenter une liste commune avec Calédonie ensemble : si Pierre Frogier y est présent (et est alors réélu) avec Léontine Ponga comme suppléante, Hilarion Vendégou laisse pour sa part sa place au candidat de ce nouveau partenaire politique, Gérard Poadja. Puis, aux sénatoriales suivantes du 24 septembre 2023, le Rassemblement avance une nouvelle fois Pierre Frogier avec l'investiture nationale des Républicains, dans une liste avec Sonia Backès (Les Loyalistes-Renaissance). Mais ils sont battus, Pierre Frogier dès le premier tour par un candidat dissident de son propre parti, le maire de Dumbéa Georges Naturel.

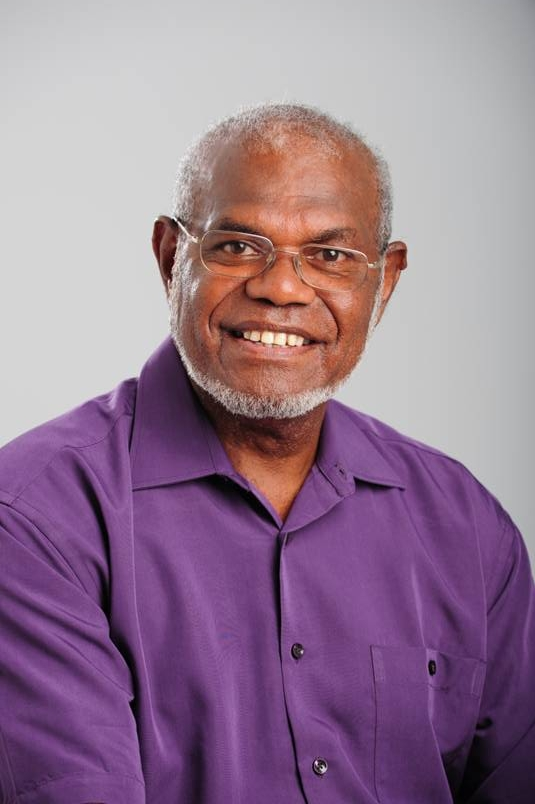
Maurice Ponga, député européen de 2009 à 2019.

Par ailleurs, le RPCR a disposé à deux reprises d'un eurodéputé, la première fois en la personne de Dick Ukeiwé, élu lors des élections du 15 juin 1989 en 15e position sur la liste d'union RPR-UDF de Valéry Giscard d'Estaing. Il est alors le premier néo-calédonien à siéger au Parlement de Strasbourg, au sein du groupe du Rassemblement des démocrates européens (RDE). Toutefois, il quitte le RPCR en janvier 1993 pour fonder son propre parti, le Mouvement des calédoniens libres (MCL). De 1994 à 2009, la Nouvelle-Calédonie n'est de nouveau plus représentée au Parlement européen. Le parti reste présent sur la liste RPR-UDF de Dominique Baudis en 1994 avec Pierre Maresca en 59e position. Lors des élections du 7 juin 2009, le Rassemblement envoie une nouvelle fois l'un de ses membres au Parlement européen, à savoir Maurice Ponga, seul élu de la liste « Majorité présidentielle » emmenée par l'UMP dans la circonscription Outre-mer et représentant de la section Pacifique. Il est réélu lors du scrutin du 25 mai 2014, comme tête de liste UMP dans cette circonscription et cette section. Il a siégé durant ses deux mandats dans le groupe du Parti populaire européen (PPE). Mais il ne se représente pas à celui du 26 mai 2019, lors duquel les circonscriptions sont supprimées au profit de listes nationales : en février 2019, Eugène Ukeiwé, alors élu provincial du Rassemblement, fils de Dick Ukeiwé et frère de Bernard Ukeiwé, est présenté en 43e place sur la liste d'Union de la droite et du centre (entre Les Républicains et Les Centristes) menée par François-Xavier Bellamy, mais il quitte le parti en avril 2019 pour rejoindre Calédonie ensemble et il est alors remplacé par Sacha Bénisti, issu du MPC (lui-aussi affilié aux Républicains), qui n'est pas élu.
De ce fait, depuis le 1er juillet 2019 (date officielle de la fin du mandat de Maurice Ponga au Parlement européen), Le Rassemblement ne dispose plus que d'un parlementaire, à savoir d'abord Pierre Frogier jusqu'en 2023 puis Georges Naturel (bien qu'en dissidence par rapport au parti), membres tous deux du groupe Les Républicains au Sénat.

### Gouvernement

#### Première mandature de l'accord de Nouméa (1999-2004)
Le RPCR a dominé les trois premiers gouvernements de 1999 à 2004 avec 6 membres sur 11 de 1999 à 2001, 6 sur 10 de 2001 à 2002, 7 sur 11 d'août à novembre 2002 et de nouveau 6 sur 10 de 2002 à 2004, sous la présidence de Jean Lèques de 1999 à 2001 puis de Pierre Frogier de 2001 à 2004.

#### Deuxième mandature de l'accord de Nouméa (2004-2009)
Ensuite, il a été, avec quatre membres sur 11 au sein du deuxième gouvernement Thémereau, dans l'opposition de 2004 à 2007 :
- Pierre Frogier : chargé du secteur du Commerce extérieur, du Suivi des Questions relatives aux Relations extérieures et aux Relations avec l'Union européenne.
- Marianne Devaux : chargée du secteur de la Santé et du Handicap.
- Jean-Claude Briault : chargé du secteur des Finances et du Budget.
- Maurice Ponga : chargé du secteur de la Jeunesse et des Sports.

À la suite d'un accord signé entre les deux formations anti-indépendantistes rivales, l'Avenir ensemble et le RPCR, en juillet 2007, les deux formations ont présenté une liste commune pour l'élection du sixième gouvernement de Nouvelle-Calédonie le 6 août 2007. Le Rassemblement-UMP dispose alors toujours de quatre membres sur 11 qui font toutefois maintenant partie de la majorité: 
- Annie Beustes : vice-présidente.
- Jean-Claude Briault
- Isabelle Champmoreau
- Maurice Ponga

Mais ce gouvernement a immédiatement démissionné à la suite de la contestation du vote par les indépendantistes. Le septième gouvernement de Nouvelle-Calédonie est finalement élu le 21 août 2007, les indépendantistes obtenant un membre de plus (soit 4 sur 11) au détriment d'Isabelle Champmoreau. Les membres Rassemblement-UMP, toujours élus sur une liste commune avec ceux de l'Avenir ensemble, sont:
- Annie Beustes : chargée du secteur de l'Économie, du Travail et de la Fonction publique, également chargée du Commerce extérieur, des Douanes et des Questions monétaires et de Crédit.
- Jean-Claude Briault : chargé du secteur du Transport aérien international et des Communications, également chargé du suivi du Dialogue social et des affaires relatives à la Francophonie ainsi que des relations avec les Communes.
- Maurice Ponga : chargé du secteur de la Jeunesse et des Sports.

#### Troisième mandature de l'accord de Nouméa (2009-2014)
À la suite des élections provinciales du 10 mai 2009 qui ont vu le Rassemblement-UMP redevenir le premier parti tant à l'Assemblée de la Province Sud qu'au Congrès, sans disposer d'une majorité stable. Dans le cadre de l'alliance formée alors par les différentes forces du camp anti-indépendantiste, le Rassemblement a obtenu le 5 juin 2009 3 membres sur les 11 que comporte le nouveau gouvernement et sur les 7 gagnés par la liste commune loyaliste emmenée par Philippe Gomès (Calédonie ensemble) qui en est élu président. Ces 3 membres sont :
- Bernard Deladrière, chargé des secteurs du budget, de la fiscalité et de l'économie numérique, également responsable des questions relatives à la communication audiovisuelle.
- Jean-Claude Briault, chargé des secteurs de la jeunesse et des sports, également responsable de la préparation des Jeux du Pacifique de 2011, de la politique de la ville et des relations avec les communes, des questions relatives à la sécurité civile et à la Francophonie.
- Sonia Backès, chargé du secteur de l'enseignement, également responsable des questions relatives à l'enseignement supérieur.

Le gouvernement Gomès chute avec la démission en bloc des membres UC et de leurs suivants de liste le 17 février 2011. Lors de l'élection du nouvel exécutif le 3 mars 2011, le Rassemblement-UMP forme une liste commune avec le groupe Avenir ensemble-LMD qui obtient 4 sièges sur 11, dont 2 du Rassemblement (reconduits lors des élections successives des 17 mars, 1er avril et 10 juin 2011) : 
- Sonia Backès, porte-parole du gouvernement chargée à partir du 11 mars 2011 des secteurs de l'Énergie, du Budget, des Finances, de la Fiscalité et de l'Économie numérique, également responsable des Questions liées à la Communication audiovisuelle, à l'Enseignement supérieur, à la Recherche et au Transfert de l'enseignement, elle a rejoint le MPC en 2013,
- Jean-Claude Briault, chargé à partir du 11 mars 2011 des secteurs de la Jeunesse, des Sports, des Jeux du Pacifique de 2011, du Dialogue social, des Questions de société, de la Francophonie et des Relations avec le Congrès et les communes, également coresponsable des questions liées à la Coordination avec les Provinces et du Suivi des décisions du Comité des signataires, également chargé des secteurs de la Santé, de la Protection sociale, du Suivi du Médipôle, de la Solidarité et du Handicap du 22 mars au 1er avril 2011, de l'Enseignement du 6 avril au 18 août 2011 et de la Fonction publique du 6 avril au 10 juin 2011.

#### Quatrième mandature de l'accord de Nouméa (2014-2019)

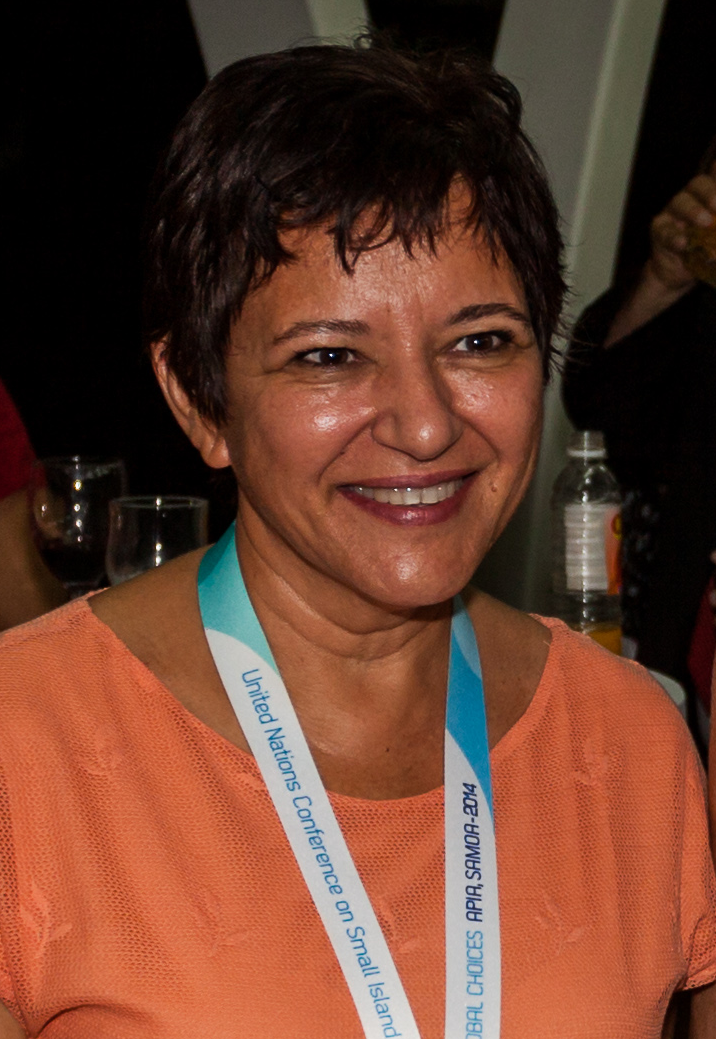
Cynthia Ligeard, présidente (de 2014 à mars 2015) puis membre du gouvernement de la Nouvelle-Calédonie, le 1er août 2014 (Source : Department of Foreign Affairs and Trade of Australia).

À la suite des élections provinciales du 11 mai 2014, le Rassemblement et ses alliés du FPU deviennent la deuxième force politique de l'Assemblée de la Province Sud derrière Calédonie ensemble et la quatrième au Congrès après Calédonie ensemble, l'entente FLNKS-UC et Nationalistes et l'UNI. Dans le cadre de l'alliance, ou « contrat de gouvernance solidaire », formée alors par les différentes forces du camp anti-indépendantiste, la liste du Front pour l'unité a obtenu 9 voix grâce au vote prévu d'un des élus de Calédonie ensemble le 5 juin 2014 afin de lui permettre d'avoir 2 membres sur les 11 que comporte le nouveau gouvernement et sur les 6 gagnés par les trois listes loyalistes alliées. La tête de liste du Front pour l'unité, Cynthia Ligeard, toujours dans le cadre de ce « contrat de gouvernance solidaire », obtient la présidence. Ces 2 membres, tous issus du Rassemblement, sont :
- Cynthia Ligeard, présidente du gouvernement, chargée de la Fonction publique, de la Sécurité civile et du Transport aérien international ;
- Bernard Deladrière, chargé de la Santé, du Droit civil, des assurances et de l'urbanisme, du Suivi des Transferts de compétences et des Questions liées à la Francophonie, de la Construction du Médipôle de Koutio, des Relations avec les Provinces et les communes, de la Simplification administrative et de la Modernisation de l'administration.

Le gouvernement chute le 16 décembre 2014 du fait de la démission collective des membres issus de Calédonie ensemble et de leurs suivants de liste. Ceux-ci estiment alors que le « Contrat de gouvernance solidaire » n'a pas été respecté par le Front pour l'unité, ce groupe ayant la veille voté contre trois projets de lois du pays (néanmoins adoptés grâce à des voix indépendantistes) visant à augmenter les recettes fiscales par la création d'une contribution additionnelle à l’impôt sur les sociétés (CAIS) et d'une contribution calédonienne de solidarité (CCS, équivalent local de la CSG) ou encore l'augmentation de l’impôt sur le revenu des valeurs immobilières (IRVM, taxant les dividendes),. Le gouvernement Ligeard ainsi démissionnaire continue néanmoins par la suite à gérer les affaires courante, le nouvel exécutif élu le 31 décembre 2014 pour lui succéder (et qui comporte exactement les mêmes membres) n'ayant pas réussi à se doter d'un président avant le 1er avril 2015, Calédonie ensemble et le Front pour l'unité - Rassemblement se disputant le poste.
Le 31 décembre 2014, la liste du Front pour l'unité menée par Cynthia Ligeard obtient de nouveau 9 voix au Congrès, mais cette fois-ci avec le vote d'un membre du groupe Union pour la Calédonie dans la France, afin de conserver 2 membres et une majorité non-indépendantiste de 6 sur 11 au sein de l'exécutif. Après des mois de conflit entre Cynthia Ligeard et Philippe Germain de Calédonie ensemble, c'est finalement ce dernier qui est élu président avec les 3 suffrages de Calédonie ensemble mais aussi 3 des 5 voix indépendantistes le 1er avril 2015. Bernard Deladrière était alors absent de cette réunion d'élection, tandis que Cynthia Ligeard a été la seule à voter pour elle-même. Les secteurs ont été répartis le 3 avril suivants. Les 2 membres du FPU au sein de ce 14e gouvernement, tous issus du Rassemblement, sont à nouveau :
- Cynthia Ligeard, chargée de la Fonction publique et de la Sécurité routière ;
- Bernard Deladrière, chargé du Droit civil, des assurances et de l'urbanisme, du Suivi des Transferts de compétences, de la Simplification administrative et de la Modernisation de l'administration, de la Francophonie, de la Construction du Médipôle de Koutio et des Relations avec les Provinces et les communes.

Cet exécutif est démissionnaire à son tour le 19 août 2017 car l'un de ses membres, Philippe Dunoyer de Calédonie ensemble, ayant été élu député lors des élections législatives de juin 2017, ne peut plus exercer de fonctions au sein du gouvernement en raison de la loi sur les cumuls des mandats. Son dernier suivant de liste disponible, Philippe Gomès, ayant lui-même été réélu député, il ne peut être remplacé et l'exécutif ne peut qu'être démissionnaire de plein droit. Désormais alliés depuis l'entre-deux tours de ces élections législatives, le Rassemblement et Calédonie ensemble (mais aussi le MPC et Tous Calédoniens) forment un « Intergroupe » commun au Congrès qui présente une liste commune le 31 août 2017 pour l'élection du quinzième gouvernement issu de l'accord de Nouméa. Menée par Philippe Germain et avec Cynthia Ligeard en deuxième position, elle obtient 23 voix au Congrès, pour 5 membres sur 11 (dont 2 issus du Rassemblement et 3 pour Calédonie ensemble) et toujours une majorité non-indépendantiste de 6 sur 11 au sein de l'exécutif. Mais, comme pour le précédent gouvernement, ses membres n'arrivent pas à se mettre d'accord pour élire Philippe Germain comme président, en raison surtout des critiques formulées par les indépendantistes ainsi que par les autres formations non-indépendantistes réunies au sein des Républicains calédoniens vis-à-vis de cet intergroupe et de cette nouvelle coalition. Après un Comité des signataires apaisant les relations avec les indépendantistes, ceux-ci décident de soutenir le candidat de l'intergroupe et Philippe Germain est ainsi réélu président avec les 5 suffrages de l'Intergroupe mais aussi les 5 voix indépendantistes le 1er décembre 2017. Les secteurs ont été répartis le 6 décembre suivant. Les deux membres du Rassemblement au sein de ce 15e gouvernement, sont à nouveau :
- Cynthia Ligeard, chargée de la Fonction publique, du Logement, de la Sécurité routière ;
- Bernard Deladrière, chargé de l'Économie numérique, des Questions juridiques (droit civil, des assurances et de l'urbanisme), également chargé des Relations avec les Provinces et communes, de la Modernisation de l'Administration et de l'Évaluation des politiques publiques, du Suivi des questions relatives à la Francophonie et du Suivi des Transferts de compétences.

### Au Congrès

#### Avant 2004
- 1989 - 1995 : 27 élus sur 54, le RPCR dispose juste de la majorité. Simon Loueckhote en est le président, Pierre Maresca dirige la Commission permanente.
- 1995 - 1999 : 22 élus sur 54, le RPCR perd pour la première fois le contrôle total de l'institution. Pierre Frogier est président de 1995 à 1997 puis Harold Martin de 1997 à 1998 et de nouveau Simon Loueckhote de 1998 à 1999. Pierre Maresca est président de la commission permanente de 1995 à 1998 avant d'être remplacé par Harold Martin de 1998 à 1999.
- 1999 - 2004 : 24 élus sur 54, majorité complétée par les 4 élus de la FCCI avec laquelle le RPCR forme un groupe commun. Simon Loueckhote reste président. Harold Martin est président de la Commission permanente de 1999 à 2001, ensuite ce poste revient pour le reste du mandat à un FCCI (Eymard Bouanaoué de 2001 à 2002 puis Cono Hamu de 2002 à 2004).

#### De 2004 à 2009
Le groupe Rassemblement-UMP, présidé initialement par Pierre Maresca, comportait 16 élus sur 54 à la suite des élections provinciales du 9 mai 2004 au cours desquelles le parti a réalisé le plus mauvais score de son histoire tout en restant le premier parti du territoire en nombre de voix (avec 24,43 % des suffrages exprimés sur l'ensemble du territoire). Mais ce groupe n'en compte plus aujourd'hui que 13, du fait de la défection de trois de ses élus pour siéger sans étiquette. Simon Loueckhote, bien qu'il ait quitté le parti, est resté membre du groupe Rassemblement-UMP au Congrès jusqu'en 2007. De même, Pierre Maresca, qui s'était éloigné de la direction du parti à la suite de son échec aux primaires pour les législatives de fin 2006 face à Gaël Yanno et qui avait finalement déposé une candidature dissidente contre ce dernier, est resté le président du groupe du Rassemblement-UMP au Congrès jusqu'en 2007 également, date à laquelle il a été remplacé par Cynthia Ligeard. Il reste toutefois membre du groupe. Sinon, les trois élus ayant quitté le groupe sont :
- Tout d'abord, Suzie Vigouroux en juin 2004, celle-ci ayant été au centre d'une polémique quant à son bulletin déclaré nul lors du vote au Congrès pour désigner les membres du gouvernement: elle avait alors inscrit sur son bulletin le nom de Pierre Frogier alors qu'il fallait voter pour une liste. Après un entretien de la jeune élue avec Jacques Lafleur, elle a déclaré avoir été manipulée par les "ténors" de l'Avenir ensemble afin de faire perdre une voix au RPCR (celui-ne disposait ainsi que de 3 membres au sein du gouvernement, alors qu'il aurait dû en avoir quatre s'il avait fait le plein de ses voix). À la suite de cela, Pierre Frogier et les deux autres élus Rassemblement du gouvernement démissionnèrent ainsi que l'ensemble de leurs suivants de liste, faisant ainsi chuter le premier gouvernement Thémereau le jour même de sa mise en place et les deux "frères ennemis" anti-indépendantistes (RPCR et Avenir ensemble) entrèrent alors dans une véritable bataille juridique tandis que le Territoire sombrait dans l'instabilité politique. Finalement, un nouveau vote fut organisé au Congrès et le Rassemblement put ainsi obtenir ses quatre sièges au gouvernement. Mais, à la suite de cela, Suzie Vigouroux revint sur ses premières déclarations en annonçant qu'elle n'avait jamais reçu de pression de la part de l'Avenir ensemble ou de ses dirigeants mais que c'était son manque d'expérience concernant le déroulement des votes au Congrès qui l'avait poussée à la faute. Ayant déposé sa démission de ses fonctions électives, celle-ci fut refusée par le président du Congrès Harold Martin et Suzie Vigouroux continue ainsi à siéger au Congrès et à l'Assemblée de la Province sud comme indépendante (le Conseil d'État, saisi par le Rassemblement du fait que Suzie Vigouroux, élue sur la liste Rassemblement, prive ainsi ce parti du nombre de sièges qui lui était imparti après les élections, décida de confirmer Mme Vigouroux dans ses fonctions). Elle vote depuis traditionnellement avec l'Avenir ensemble, dont elle n'a officiellement rejoint les groupes au Congrès et à l'Assemblée de la Province Sud que depuis 2007.
- Le 21 février 2006, ce fut le cas de Françoise Sagnet-Chaverot, une ancienne du parti et une fidèle de Jacques Lafleur qui, après avoir été "mis à la porte" du parti qu'il avait créé, a fondé un mouvement dissident, le RPC, afin de protester contre la trop faible opposition du Rassemblement-UMP à l'égard de l'Avenir ensemble. De nombreux élus RPCR soutiennent depuis Jacques Lafleur sans pour autant entrer en dissidence avec la nouvelle équipe dirigeante du RPCR, à l'instar du sénateur Simon Loueckhote. En fait, François Sagnet fut la première à démissionner officiellement du RPCR pour rejoindre le RPC, siégeant de fait comme indépendante au Congrès et à l'Assemblée de la Province sud. Elle a marqué son opposition avec la nouvelle équipe dirigeante du RPCR lors du renouvellement du bureau du Congrès du 28 juillet 2006 en ne soutenant pas la liste Rassemblement pour l'élection des vice-présidents.
- En août 2007 finalement Simon Loueckhote, sénateur et président du RPC depuis début 2006, va jusqu'au bout de sa dissidence en décidant de ne plus siéger au sein du groupe Rassemblement-UMP où il s'était jusqu'à présent maintenu.

À la suite de l'accord de majorité signé avec l'Avenir ensemble, auxquels Suzie Vigouroux, Françoise Sagnet-Chaverot et Simon Loueckhote se sont ralliés, Pierre Frogier a été élu le 31 juillet 2007 président du Congrès, puis Pierre Maresca retrouve, dix ans après l'avoir quittée, la présidence de la commission permanente en 2008.

#### De 2009 à 2014
Le Rassemblement-UMP a retrouvé sa place de premier parti du Congrès, mais avec une majorité très relative de seulement 13 élus sur 54. Le groupe est présidé par Georges Naturel jusqu'au 24 août 2012, puis par Pierre Bretegnier. Un accord de partage des institutions a toutefois été passé avec les trois autres grandes forces anti-indépendantistes, Calédonie ensemble (10 sièges), l'Avenir ensemble (5 élus) et LMD (1 congressiste), soit en tout 29 élus sur 54 (le RPC de Jacques Lafleur a aussi participé à cette alliance uniquement au Congrès pour l'élection du bureau de l'institution). Ainsi, si Harold Martin a été élu président de l'assemblée locale avec le soutien de l'ensemble des 31 conseillers anti-indépendantistes, le Rassemblement-UMP a obtenu le 22 mai 2009 deux vice-présidences (les 3e et 6e) ainsi que l'un des deux postes de secrétaires.
Depuis 2010, le Rassemblement-UMP n'est plus véritablement allié au Congrès qu'avec l'Avenir ensemble du côté anti-indépendantiste, et s'est rapproché du groupe FLNKS (dominé par l'UC : 12 élus) et des quatre conseillers du Parti travailliste dans le camp indépendantiste à partir de 2011, notamment autour de la question des deux drapeaux. Cela a entraîné la chute du gouvernement Gomès en février 2011, l'élection de Harold Martin à la présidence de l'exécutif et celle de Rock Wamytan (FLNKS) à la tête du Congrès. Depuis le 29 août 2011, le R-UMP détient toujours deux des huit vice-présidences (la 1re puis la 2e à partir du 29 août 2012 pour Pierre Bretegnier et la 7e pour Rusmaeni Sanmohamat), un des deux postes de questeur (Georges Naturel puis Dominique Daly), trois sièges sur onze au sein de la commission permanente (dont la secrétaire Dominique Daly jusqu'au 29 août 2012 et le président à nouveau avec Pierre Bretegnier à partir du 29 août 2013) et trois présidences de commissions sur douze.
Le 28 mars 2013, Alexandra Malaval-Cheval, benjamine du groupe, est la seule des 13 membres de ce dernier à rejoindre le MPC de Gaël Yanno. Puis, en août 2013, Silipeleto Muliakaaka rejoint Calédonie ensemble. Dans le même temps, les 11 membres restant du groupe Calédonie ensemble s'unissent aux deux élus de l'Avenir ensemble, aux deux représentants du LMD, à Didier Leroux et à Nathalie Brizard pour constituer le nouveau groupe intitulé « Engagement pour une Calédonie dans la France » (ECF). Ce groupe, constitué donc de 17 membres, porte la candidature de Simon Loueckhote à la présidence du Congrès, qui se maintient cette fois aux 3 tours de scrutin contre Gérard Poadja (13 voix à chaque fois) et Rock Wamytan (23 voix à chaque tour sauf au premier où, en raison de deux bulletins comptabilisés comme nuls dans le camp indépendantiste, il n'avait réuni que 21 votes, élu à la majorité relative au 3e tour). Pour la désignation des 8 vice-présidents, la liste ECF obtient 18 voix (les 17 du groupe et celle d'Alexandra Malaval-Cheval du MPC, qui a voté nul pour les élections des autres membres du bureau) et 3 postes dont 1 pour le Rassemblement-UMP : la 5e vice-présidence pour Rusmaeni Sanmohamat. Le parti obtient également un des deux sièges de questeur, toujours pour Dominique Daly, mais plus que 2 membres sur 11 de la commission permanente (Pierre Bretegnier et Dominique Daly). Pierre Bretegnier finit par rejoindre à son tour le MPC de Gaël Yanno à la fin du mandat, le 1er mars 2014.

#### De 2014 à 2019
Le Rassemblement n'est plus que le deuxième parti non-indépendantiste du Congrès, avec seulement 7 élus sur 54, dont 6 provenant de la Province Sud et 1 de la Province Nord. Ils constituent la force principale du groupe Front pour l'unité (FPU) qui existe de 2014 à 2015, présidé par Grégoire Bernut (ancien membre de L'Avenir ensemble qui a rejoint le Rassemblement en 2014) et vice-présidé par Rusmaeni Sanmohamat, puis du groupe Les Républicains formé le 16 juillet 2015 avec le ralliement de deux élues dissidentes de l'UCF, Sonia Backès (MPC dissidente et nouvelle présidente de ce groupe) et Isabelle Lafleur (RPC), Grégoire Bernut prenant la vice-présidence de ce groupe. Ce groupe se dissout le 18 juillet 2017 : le Rassemblement s'étant allié lors du mois précédent avec Calédonie ensemble et le MPC pour le second tour des élections législatives, ces partis forment un intergroupe commun au Congrès de 23 membres dont 5 du Rassemblement (deux élus du mouvement, Grégoire Bernut et Nicole Andréa-Song faisant dissidence pour rejoindre le groupe des Républicains calédoniens de Sonia Backès). Présidé par Philippe Michel de Calédonie ensemble, cet intergroupe dispose de deux vice-présidences dont l'une revient à un membre du Rassemblement, Yoann Lecourieux, l'autre étant attribuée à Gil Brial du MPC. Cette alliance est rompue le 14 juin 2018, en raison de désaccords entre les différents partis le composant au sujet du dialogue à mener ou non avec les indépendantistes avant la consultation sur l'accession de la Nouvelle-Calédonie à la pleine souveraineté prévue le 4 novembre suivant : ainsi, le Rassemblement et le MPC rompent avec Calédonie ensemble et s'unissent dans un nouveau groupe de six membres (5 Rassemblement et 1 MPC) présidé par Yoann Lecourieux du Rassemblement et vice-présidé par Gil Brial du MPC, seul Gaël Yanno rejoignant les non-inscrits,. Enfin, le 20 mars 2019, désormais unis en vue des provinciales du 12 mai suivant, les groupes Les Républicains calédoniens et Rassemblement-MPC fusionnent au sein du groupe L'Avenir en confiance de 13 élus (dont toujours 5 du Rassemblement), présidé jusqu'à la fin de la mandature par Thierry Santa, nouveau dirigeant du Rassemblement, et vice-présidé par Philippe Blaise des Républicains calédoniens.
Comme en 2009, un accord de partage des institutions, baptisé « contrat de gouvernance solidaire », a dans un premier temps été passé avec les deux autres grandes forces anti-indépendantistes, Calédonie ensemble (15 sièges) et l'Union pour la Calédonie dans la France (UCF, 6 congressistes), soit en tout 29 élus sur 54. Ainsi, si Gaël Yanno de l'UCF a été élu président de l'assemblée locale avec le soutien de l'ensemble des 29 conseillers anti-indépendantistes, le Rassemblement a obtenu le 23 mai 2014 deux vice-présidences (la 1re pour Francis Euriboa et la 8e pour Rusmaeni Sanmohamat).
Lors du renouvellement du bureau du Congrès le 16 juillet 2015, c'est le secrétaire général du Rassemblement, Thierry Santa, qui est élu président de l'assemblée avec 26 voix sur 54 au premier tour (les 10 du nouveau groupe Les Républicains et les 16 de Calédonie ensemble) contre 24 à Rock Wamytan et 4 bulletins blancs (dont les 3 élus restants de l'UCF), puis avec la totalité des votes non-indépendantistes (29) au second tour. Le Rassemblement, par le biais d'une liste commune entre Les Républicains et Calédonie ensemble, conserve en plus deux des huit vice-présidences (toujours la 1re pour Francis Euriboa et la 5e pour Grégoire Bernut) et un des deux postes de secrétaire (pour Henriette Wahuzue-Falelavaki). Thierry Santa est réélu le 30 juin 2016 président avec la totalité des voix non-indépendantistes (29) cette fois dès le premier tour, Rock Wamytan faisant pour sa part lui-aussi le plein des voix indépendantistes (25). Par ailleurs, le Rassemblement maintient ses deux vice-présidences (toujours la 1re pour Francis Euriboa et la 3e pour Yoann Lecourieux) et l'un des deux postes de secrétaire (Henriette Wahuzue-Falelavaki étant reconduite à cette fonction).
Après la recomposition politique ayant eu lieu dans le camp non-indépendantiste en juin et juillet 2017, Thierry Santa est le candidat présenté par l'Intergroupe pour le renouvellement de la présidence du 19 juillet 2017 et ne réunit ainsi que 23 voix au premier tour, arrivant second derrière les 25 bulletins indépendantistes qui se sont portés sur Rock Wamytan, du fait de la présence, pour la première fois de cette mandature, d'un autre candidat loyaliste, en l'occurrence Grégoire Bernut du nouveau groupe Les Républicains calédoniens (6 voix). Au second tour, Grégoire Bernut se désiste en faveur de Thierry Santa qui est donc de nouveau réélu par 29 voix contre 25 à Rock Wamytan. Le même jour, le Rassemblement obtient de nouveau deux des huit vice-présidences pour Yoann Lecourieux (la 1re) et Francis Euriboa (la 7e jusqu'au 1er décembre 2017 puis la 5e), mais il perd le poste de secrétaire qui lui était attribué depuis 2015.
Puis, le 30 juillet 2018, après l'éclatement de l'Intergroupe, lors du dernier renouvellement du bureau de cette IVe mandature et avant la consultation sur l'accession de la Nouvelle-Calédonie à la pleine souveraineté du 4 novembre 2018, Thierry Santa est de nouveau candidat à sa propre succession mais il n'est cette fois-ci soutenu que par le groupe unissant le Rassemblement au MPC, ne comptabilisant donc que six voix lors des deux premiers tours de scrutin. Pour le troisième tour, il se retire au profit du non-inscrit Gaël Yanno, jusque là soutenu uniquement par Calédonie ensemble, qui est donc élu avec la totalité des 29 votes non-indépendantistes. Pour les autres postes du bureau, ce groupe présente sa propre liste, qui n'obtient que la 7e vice-présidence pour Henriette Wahuzue-Falelavaki.

#### Depuis 2019
Jusqu'en 2022, le Rassemblement est l'une des deux locomotives, avec Les Républicains calédoniens, de L'Avenir en confiance qui est devenue la première force politique au Congrès : sur les 18 élus de cette coalition, dont 16 du Sud et 2 du Nord, 8 puis 7 puis 6 sont membres du Rassemblement (6 puis 5 puis 4 du Sud et 2 du Nord). Le groupe de L'Avenir en confiance est alors présidé par Virginie Ruffenach, par ailleurs secrétaire générale puis vice-présidente du Rassemblement-LR.
Après la formation du groupe « Les Loyalistes » le 13 avril 2022, le groupe L'Avenir en confiance ne comporte plus que sept membres, dont 6 militants du Rassemblement (4 du Sud et 2 du Nord). Virginie Ruffenach en est toujours la présidente, y compris après son changement de nom le 22 juin 2023 pour redevenir simplement le « groupe Rassemblement ».

### Dans les Provinces
- Assemblée de la Province sud : auparavant maître incontesté de cette Province (21 élus sur 32 de 1989 à 1995, 18 sur 32 de 1995 à 1999 et 25 sur 40 de 1999 à 2004), le RPCR devenu Rassemblement-UMP a été battu en 2004 par la liste Avenir ensemble menée par Marie-Noëlle Thémereau, n'obtenant alors que 31,18 % des suffrages et 16 élus sur 40 initialement. À la suite des démissions successives de Suzie Vigouroux en 2004 (qui siégeait comme indépendant jusqu'en 2007 avant de rejoindre l'Avenir ensemble) puis de Françoise Sagnet en 2006 (qui a rejoint le RPC de Jacques Lafleur et de Simon Loueckhote) et enfin de Guy Moulin en 2007 (qui siège désormais comme indépendant), le groupe Rassemblement ne compte plus à la fin du mandat que 13 élus. Après les élections provinciales du 10 mai 2009, le Rassemblement-UMP arrive en tête avec 28,54 % des suffrages exprimés et 15 sièges sur 40. Grâce à l'alliance avec les 11 Calédonie ensemble et les 8 Avenir ensemble-LMD, il retrouve la présidence de l'Assemblée provinciale en la personne de Pierre Frogier, élu par 34 voix contre 4 à Rock Wamytan du FLNKS et 2 à Jacques Lafleur du RPC. Le Rassemblement-UMP obtient également une des trois vice-présidences, la première, pour Éric Gay, tandis que les deux autres reviennent à Calédonie ensemble. Cette situation change avec la rupture de l'alliance entre ces deux partis en 2011 et le choix d'Éric Gay d'abandonner son poste pour se consacrer à sa candidature aux élections législatives de 2012 : à partir du 9 novembre 2011, le R-UMP contrôle deux vice-présidences, la 1re et la 3e (respectivement pour Alain Lazare et Cynthia Ligeard), tandis que l'Avenir ensemble Pascal Vittori devient le nouveau 2e vice-président. Le 20 septembre 2012, Pierre Frogier, qui souhaite se concentrer sur sa fonction de président de parti à la suite de la défaite des élections législatives de juin 2012, laisse la direction de l'Assemblée provinciale à Cynthia Ligeard, elle-même remplacée à la 3e vice-présidence par un autre membre du R-UMP, Gil Brial. Ce dernier rejoint à sa création le 28 mars 2013 le MPC de Gaël Yanno, comme Alexandra Malaval-Cheval. Le ralliement de Silipeleto Muliakaaka à Calédonie ensemble en août 2013 réduit davantage la représentation du Rassemblement-UMP à l'Assemblée provinciale, avec désormais 12 membres sur 40. Comme au Congrès, ceux-ci fusionnent avec les élus Avenir ensemble (4), LMD (2), Didier Leroux et Nathalie Brizard pour former le groupe Engagement pour une Calédonie dans la France (ECF) de 20 membres. Aux élections provinciales du 11 mai 2014, le Rassemblement est la principale force du Front pour l'unité (FPU), nouveau nom pris par l'ECF, qui gagne 20 % des suffrages pour 9 élus sur 40, dont 6 puis 5 puis 6 pour le Rassemblement, 2 puis 3 puis 2 pour L'Avenir ensemble et 1 pour le LMD, ce qui en fait le deuxième groupe de l'assemblée provinciale après celui de Calédonie ensemble (16 élus). Ils forment avec ces derniers et l'UCF (8 élus) la nouvelle majorité soutenant le président Philippe Michel (Calédonie ensemble). Puis, le Rassemblement est la principale composante du groupe Les Républicains (12 puis 13 membres) de juillet 2015 à juillet 2017, montant à 7 représentants en avril 2016 grâce au ralliement d'un dissident du MPC, Eugène Ukeiwé. En juillet 2017, ce groupe Les Républicains éclate et le Rassemblement forme seul son propre groupe de 6 élus, réduit à 5 avec le ralliement d'Eugène Ukeiwé à Calédonie ensemble en avril 2019. Lors des élections provinciales du 12 mai 2019, le Rassemblement fait partie de la liste d'union L'Avenir en confiance menée par Sonia Backès des Républicains calédoniens, qui arrive largement en tête avec 20 élus sur 40 dont 7 puis 6 pour Le Rassemblement. Dans le cadre de cette nouvelle majorité, le parti obtient pendant un temps la 3e vice-présidence de l'Assemblée pour Yoann Lecourieux jusqu'à son entrée au gouvernement le 6 juillet 2019. Après l'éclatement de L'Avenir en confianceen 2022, Le Rassemblement devient la principale composante du groupe « Agissons pour le Sud » créée le 27 juin 2022 : il comprend 6 membres, dont 5 élus du Rassemblement, et est présidé par Nadine Jalabert.
- Assemblée de la Province nord : le RPCR a longtemps représenté la première force loyaliste, sinon la seule, dans cette province indépendantiste (4 sièges sur 15 de 1989 à 1995, 2 sièges sur 15 de 1995 à 1999, 4 sièges sur 22 de 1999 à 2004). En 2004, elle obtient le troisième score dans cette province avec 11,41 % des suffrages et 3 élus sur 22, derrière les deux composantes du FLNKS : l'UNI et l'Union calédonienne, et devant l'Avenir ensemble. En 2009, du fait de profondes divisions et notamment du ralliement de dernière minute de Gérard Poadja à Calédonie ensemble, elle n'obtient plus que 9,43 % des suffrages et une seule élue, Léontine Ponga. La liste Calédonie ensemble de Poadja la talonnait et obtient lui aussi un élu, le camp anti-indépendantiste obtenant sa plus faible représentation (2 élus sur 22) de toute l'histoire de l'institution. En 2014, le Rassemblement et ses alliés du FPU s'associent à l'UCF et à des dissidents de Calédonie ensemble à travers la liste « Entente provinciale Nord » (EPN), menée par Francis Euriboa (Rassemblement). Ce dernier en est le seul élu sur 22, la liste étant arrivée quatrième et avant-dernière, devancée par l'autre liste non-indépendantiste de Gérard Poadja, avec 9,36 % des suffrages exprimés. En 2019, le Rassemblement s'allie avec l'ensemble des partis non-indépendantistes hors Calédonie ensemble, sur le modèle de L'Avenir en confiance qui s'est créée en Province Sud, à travers la liste « Agissons pour le Nord » tirée par le maire Rassemblement de Kouaoua, Alcide Ponga : elle s'impose comme la première formation non-indépendantiste de la province, et la troisième du scrutin, avec 12,18 % des suffrages pour 3 conseillers provinciaux sur 22 (dont 2 pour Le Rassemblement), Calédonie ensemble de Gérard Poadja ne réussissant pas, pour sa part, à conserver des élus dans cette collectivité.
- Assemblée de la Province des îles Loyauté : De 1989 à 2006, le RPCR puis le Rassemblement-UMP, toujours emmené par Simon Loueckhote, a systématiquement obtenu 2 élus, d'abord sur 7 membres de 1989 à 1999 puis sur 14 depuis 1999. En 2004, sa liste obtient le deuxième score avec 17,19 % des suffrages et 2 élus sur 14 derrière l'Union calédonienne et devant toutes les autres listes indépendantistes. Mais Simon Loueckhote et sa suivante de liste Louise Humuni ont tous les deux quitté ce parti pour rejoindre le RPC de Jacques Lafleur en 2006 puis le Mouvement de la diversité fondé par Loueckhote après les élections municipales de 2008. Le Rassemblement-UMP n'a donc plus aucun élu au sein de cette assemblée, état de fait confirmé lors des élections provinciales du 10 mai 2009 au cours desquelles l'électorat loyaliste, éparpillé entre trois listes rivales, empêche les anti-indépendantistes d'être représentés pour la première fois dans l'histoire de la provincialisation. Avec 3,87 % des suffrages, Michel Luepak et le Rassemblement ont toutefois réalisé, de peu, le meilleur score de la droite loyaltienne. Depuis lors, le Rassemblement a toujours fait partie de listes d'union emmenées par Simon Loueckhote (qui n'est plus un militant du parti), mais aucune d'elles ne réussit à franchir la barre des 5 % d'inscrits nécessaire pour revenir dans l'assemblée provinciale.

### Communes
Durant le mandat de 2001 à 2008, le RPCR puis Rassemblement-UMP contrôlait sept communes, toutes en Province Sud, à la légère exception de Poya qui elle est à cheval entre cette province et celle du Nord : 
- Boulouparis : Alain Lazare (14 conseillers sur 19)
- Bourail : Guy Moulin (21 conseillers sur 27)
- Farino : Ghislaine Arlie (5 conseillers sur 11)
- Île des Pins : Hilarion Vendégou (10 conseillers sur 19)
- Mont-Dore : Éric Gay (28 conseillers sur 35)
- Nouméa : Jean Lèques (39 conseillers sur 49)
- Poya : Guyèdre Wamedjo (8 conseillers sur 23)

À la suite des élections municipales de 2008, le Rassemblement-UMP conserve cinq de ses sept communes, en gagne une d'importance dans le Grand Nouméa à savoir Dumbéa mais en perd deux : Poya au profit des indépendantistes et Bourail, dont le maire sortant s'était toutefois déjà éloigné du parti avant même les élections. Les 6 communes Rassemblement-UMP pour le mandat 2008-2014 sont : 
- Boulouparis : Alain Lazare (12 conseillers sur 19)
- Dumbéa : Georges Naturel (29 conseillers sur 34 jusqu'en 2013 puis 28 conseillers à la suite de la démission de Silipeleto Muliakaaka)
- Farino : Ghislaine Arlie (5 conseillers sur 11)
- Île des Pins : Hilarion Vendégou (7 conseillers sur 19)
- Mont-Dore : Éric Gay (28 conseillers sur 35 jusqu'en 2012 puis 29 à la suite de la dissidence pour Calédonie ensemble de Bertrand Lefebvre et le ralliement des 2 élus de l'Avenir ensemble)
- Nouméa : Jean Lèques (40 conseillers sur 53 jusqu'en 2010, 39 de 2010 à 2011, 42 de 2011 à 2013 puis 19 à partir de 2013, ils s'unissent avec les 3 élus du LMD pour former le groupe Engagement pour une Calédonie dans la France le 6 août 2013)

Pour les élections municipales de 2014, le Rassemblement a investi comme tête de liste ou chef de file selon les communes (en gras sont indiquées les communes gagnées par le parti), avec :
- 3 communes conservées et 1 gagnée : 
  - Boulouparis : Alain Lazare (maire sortant) est réinvesti le 24 octobre 2013[80] (34,2 % au premier tour, 42,6 % au second tour dans une triangulaire, 14 sièges sur 19).
  - Dumbéa : Georges Naturel (maire sortant) est réinvesti le 24 octobre 2013[81] et lance sa campagne le 7 novembre suivant[82] (37,46 % au premier tour et 46,93 % au second tour dans une quadrangulaire, 26 sièges sur 35).
  - Kouaoua : Alcide Ponga (cadre de la société minière KNS) est investi et monte une liste officiellement apolitique mais proche du Rassemblement (31,86 % au premier tour, 34,29 % au second tour, 11 siège sur 15).
  - Mont-Dore : Éric Gay (maire sortant) est réinvesti le 24 octobre 2013[81] et lance sa campagne le 30 octobre suivant[83] (43,34 % au premier tour, 48,64 % dans une triangulaire au second tour, 27 sièges sur 35).
- 1 commune d'abord perdue en 2014 puis regagnée lors d'une élection partielle en 2015 :
  - Île des Pins : Hilarion Vendégou (sénateur, grand chef, maire sortant) est réinvesti le 24 octobre 2013[80] (31,8 % et la deuxième position au premier tour, 42,04 % au second tour, 4 sièges sur 19). Des divisions au sein de la nouvelle majorité indépendantiste entraîne une démission du conseil municipal en octobre 2015 et un scrutin municipal partiel les 6 et 13 décembre 2015. Celui-ci est remporté par Hilarion Vendégou (40,81 % et la première position au premier tour, 41,46 % dans une quadrangulaire au second tour, 14 sièges sur 19)[84].
- 3 communes dans lesquelles le Rassemblement participe ou soutient la municipalité élue :
  - Koumac : le parti décide de soutenir le maire sortant, Wilfried Weiss, divers droite apparenté à l'Avenir ensemble (33,35 % au premier tour, fusion avec la liste du FLNKS au second tour pour obtenir 50,79 %, 21 sièges sur 27 mais aucun du Rassemblement).
  - Païta : Gérard Yamamoto (9e adjoint au maire sortant) est investi comme chef de file le 24 octobre 2013[81], tout en prônant et rejoignant ensuite une liste d'union de la majorité municipale emmenée par le maire Avenir ensemble sortant Harold Martin[85] (35,35 % au premier tour, 51,98 % au second tour, 25 sièges sur 33 dont 4 pour le Rassemblement, y compris deux adjoints).
  - Poya : Jacques Gossouin (vice-président de l'association Poya-Sud) est investi le 24 octobre 2013[80], mais il rejoint une liste d'union des non-indépendantistes emmenée par Yasmina Metzdorf, de Calédonie ensemble, qui emporte la mairie.
- 2 mairies perdues :
  - Farino : Jacques Dangio (conseiller municipal sortant depuis 2012), avec le soutien du maire sortant, Ghislaine Arlie, qui ne se représente pas, est investi le 24 octobre 2013[80] (31,17 % et la deuxième place lors de l'unique tour, 5 sièges sur 15).
  - Nouméa : Jean-Claude « Gaby » Briault (membre du gouvernement, 4e adjoint au maire sortant) est désigné le 13 novembre 2013[86], Jean Lèques annonçant pour sa part officiellement ne pas briguer un sixième mandat le 22 novembre suivant[87] (15,42 % et la troisième place lors du premier tour). Pour le second tour, Jean-Claude Briault fusionne sa liste avec celle de l'UCF de Gaël Yanno, leur alliance est alors battue par Sonia Lagarde de Calédonie ensemble (48,38 % au second tour, 13 sièges sur 53 dont 1 pour le Rassemblement Jean-Claude Briault).
- communes dans lesquelles le Rassemblement siège toujours dans l'opposition :
  - Bourail : Nadir Boufeneche est investi le 24 octobre 2013[80] après avoir été désigné par un vote des adhérents locaux le 4 octobre précédent[88] (21,34 % et la troisième place au 1er tour, 17,96 % au second tour, 2 sièges sur 27).
  - Houaïlou : Francis Euriboa (conseiller municipal d'opposition sortant) est investi (32,89 % et la première place au premier tour, 43,89 % au second tour, 6 sièges sur 27).
  - Moindou : Philippe Lombardet est investi le 24 octobre 2013[80] (13,8 % et la troisième place lors de l'unique tour, 2 sièges sur 15).
  - Poindimié : le parti participe à une liste d'union des non-indépendantistes emmenée par Bernard Nénou-Pwataho, de Calédonie ensemble (40,08 % lors du premier et unique tour, 5 sièges sur 27 dont 2 pour le Rassemblement).
  - Thio : Christian Bull (gérant de gîte) est investi le 24 octobre 2013[80] (10,36 % au premier et unique tour, 1 siège sur 23).
  - Voh : Jean-Luc Chenu est investi et porté à la tête d'une liste d'union des non-indépendantistes (18,74 % et la troisième et dernière position au premier tour, 14,13 % au second tour, 1 siège sur 19).
- 6 communes dans lesquelles le Rassemblement participait à des listes d'union des non-indépendantistes mais n'a obtenu aucun siège :
  - Koné : le parti participe à une liste d'union des non-indépendantistes emmenée par Gérard Poadja, de Calédonie ensemble.
  - Lifou : le parti participe à une liste d'union des non-indépendantistes emmenée par Jean-Éric Naxué, de Calédonie ensemble.
  - Maré : le parti participe à une liste d'union des non-indépendantistes emmenée par Sylvain Tahmumu Uréné, divers droite.
  - Ouvéa : le parti participe à une liste d'union des non-indépendantistes emmenée par Simon Loueckhote, du LMD.
  - Ponérihouen : le parti participe à une liste d'union des non-indépendantistes emmenée par Fabrice Pouye, de l'Avenir ensemble.
  - Touho : le parti participe à une liste d'union des non-indépendantistes emmenée par Sylvain Néa, divers droite proche du RPC.
- 4 communes dans lesquelles le Rassemblement était candidat mais n'a obtenu aucun siège :
  - La Foa : Jean-Paul Paarua a été investi (5,04 % et la dernière place au premier et unique tour, aucun siège).
  - Ouégoa : Sandra Young (conseillère municipale d'opposition sortante) est investie (7,24 % et la dernière position au premier tour, aucun siège).
  - Pouembout : Marie-Thérèse Péraldi (conseillère municipale d'opposition sortante) est investie (6,65 % et la dernière position au premier tour, aucun siège).
  - Yaté : Nicolas Kourevi est investi (8,3 % et l'avant-dernière position au premier tour, aucun siège).
- 7 communes dans lesquelles le Rassemblement n'avait aucun candidat : Bélep, Canala, Hienghène, Kaala-Gomen, Pouébo, Poum, Sarraméa.

Lors des élections municipales de 2020, le Rassemblement a, en grande partie, présenté des candidats dans le cadre de la coalition L'Avenir en confiance (voire des alliances plus larges de l'ensemble des non-indépendantistes), à quelques exceptions près (en gras sont indiquées les communes gagnées par le parti), avec :
- 4 communes conservées (une de moins qu'avant le scrutin) : 
  - Dumbéa : Georges Naturel (maire sortant) lance sa campagne en décembre 2019 avec le soutien de l'ensemble de L'Avenir en confiance[89] (49 % au premier tour et 56,86 % au second tour dans une quadrangulaire, 31 sièges sur 39).
  - Île des Pins : Christophe Vakié (maire sortant à la suite du décès le 11 janvier 2020 de Hilarion Vendégou) prend la tête de la liste Rassemblement-LR qui conserve la commune à la faveur de la division des indépendantistes (32,43 % au premier tour, 39,77 % au second tour dans une triangulaire, 14 sièges sur 19).
  - Kouaoua : Alcide Ponga (conseiller provincial et du Congrès, maire sortant) est investi et monte une liste qui reste toujours officiellement apolitique mais réunissant l'ensemble des forces non-indépendantistes (48,05 % au premier tour, 52,83 % au second tour, 12 sièges sur 15).
  - Mont-Dore : Eddie Lecourieux (maire sortant depuis la démission d'Éric Gay, qui se retire alors de la vie politique active, en avril 2019) se lance en campagne dès septembre 2019 à la tête de L'Avenir en confiance[90] (42,91 % au premier tour, 46,04 % dans une quadrangulaire au second tour, 26 sièges sur 35).
- 3 communes dans lesquelles le Rassemblement participe ou soutient la municipalité élue :
  - Koumac : le parti décide encore une fois de soutenir le maire sortant, Wilfried Weiss, du petit parti Tous Calédoniens (43,4 % au premier tour, 51,08 % au second, 21 sièges sur 27 mais aucun du Rassemblement).
  - La Foa : Jean-Paul Paarua, tête de liste du Rassemblement sans avoir été élu en 2014, rejoint cette fois une liste commune de L'Avenir en confiance menée par le conseiller municipal d'opposition sortant Lionnel Brinon (ancien de Tous Calédoniens ayant rejoint Les Républicains calédoniens). Puis cette liste fusionne au second tour avec celle du jeune président de Générations NC, et dissident de Calédonie ensemble, Nicolas Metzdorf, qui est élu maire (20,95 % et la troisième place au premier tour pour la liste de Lionnel Brinon, 46,85 % dans une triangulaire au second tour pour l'alliance autour de Nicolas Metzdorf, 20 sièges sur 27 mais aucun du Rassemblement).
  - Nouméa : L'Avenir en confiance décide de soutenir la maire sortante LREM Sonia Lagarde, dissidente de Calédonie ensemble. Sur sa liste figurent notamment les collaborateurs de membres du gouvernement Cindy Pralong ou Christophe Delière pour Le Rassemblement-LR (63,93 % au premier tour, 46 élus sur 53 dont 2 pour Le Rassemblement).
- 1 mairie perdue :
  - Boulouparis : dans cette commune où Alain Lazare ne se représentait pas, la relève de la majorité sortante, dominée par Le Rassemblement, est assurée par son 1er adjoint, Jérôme Siret[34]. Il a le soutien de Calédonie ensemble, mais pas des autres partis de L'Avenir en confiance qui eux s'unissent derrière le chef de l'opposition sortante Pascal Vittori, président fondateur de Tous Calédoniens[35], qui remporte cette fois-ci la mairie dès le premier tour (34,08 %, 4 sièges sur 23).
- 2 communes dans laquelle le Rassemblement passe de la majorité à l'opposition :
  - Païta : alors que dans la précédente mandature Le Rassemblement-LR s'était associé à Harold Martin puis à son successeur à partir de février 2019, Willy Gatuhau, cadre dirigeant des Républicains calédoniens, le parti décide en 2020 de partir seul sous la conduite de Béniéla Lorée, un collaborateur de Thierry Santa à la présidence du gouvernement. Il fait campagne sur le thème de la « moralisation de la vie politique », alors que le maire sortant et son prédécesseur sont touchés par des enquêtes judiciaires[91]. Pour le second tour, il décide de fusionner avec les listes de L'Éveil océanien de Milakulo Tukumuli (arrivé deuxième au premier tour) et de Calédonie ensemble de Manina Tehei (arrivée sixième et avant-dernière au premier tour), tandis que Willy Gatuhau, soutenu par le reste de L'Avenir en confiance et par quelques personnalités du Rassemblement (dont l'élu du Congrès Brieuc Frogier, fils du sénateur et ancien président du parti Pierre Frogier, qui remet publiquement en question la stratégie de la direction du mouvement lors de ces municipales)[92],[93], est assez largement réélu (10,34 % et la quatrième place au premier tour, 30,14 % et 5 sièges sur 35 pour la liste d'union au second tour, dont 2 pour Le Rassemblement-LR).
  - Poya : Jacques Bousquet, militant du Rassemblement et 1er adjoint de la maire Calédonie ensemble puis Générations NC sortante Yasmina Metzdorf, est choisi pour prendre la tête d'union non-indépendantiste qui détenait la majorité dans cette commune depuis 2014, mais il perd au second tour face aux indépendantistes d'Évelyne Goro Atu (37,07 % et la deuxième place au premier tour, 41,54 % au second tour, 5 sièges sur 23 dont 2 pour Le Rassemblement-LR).
- 3 communes dans lesquelles le Rassemblement siège toujours dans l'opposition :
  - Bourail : David Ugolini, militant du Rassemblement, prend la tête d'une liste « Renouveau pour Bourail » estampillée L'Avenir en confiance[94] (22,13 % et la deuxième place au 1er tour, 22,67 % au second tour, 3 sièges sur 29 dont 2 pour Le Rassemblement-LR).
  - Farino : L'Avenir en confiance s'unit là-aussi derrière un militant des Républicains calédoniens et conseiller municipal d'opposition sortant, Christian Roche, contre la liste du maire Calédonie ensemble Régis Roustan qui est réélu (20,7 % et la troisième position lors du tour unique, 3 sièges sur 15 dont 1 pour Le Rassemblement-LR).
  - Koné : une liste d'union des non-indépendantistes est présentée sous la conduite d'Edwin Billiet de Générations NC, avec la conseillère provinciale et du Congrès Pascale Chiara-Montagnat pour représenter le Rassemblement-LR en deuxième place (29,09 % et la troisième position au premier tour, 27,12 % au second tour, 4 sièges sur 29 dont 1 pour Le Rassemblement-LR).
- 6 communes dans lesquelles le Rassemblement participait à des listes d'union des non-indépendantistes mais n'a obtenu aucun siège :
  - Houaïlou : le parti participe à une liste sans étiquette et d'union des non-indépendantistes emmenée par Maurice Watanabé, sans étiquette.
  - Lifou : le parti participe à une liste d'union des non-indépendantistes emmenée par Jean-Éric Naxué, de Calédonie ensemble.
  - Maré : le parti participe à une liste d'union des non-indépendantistes emmenée par Sylvain Bob, de Calédonie ensemble.
  - Ouégoa : le parti participe à une liste d'union des non-indépendantistes emmenée par Caryl Normandon, des Républicains calédoniens.
  - Ouvéa : le parti participe à une liste d'union des non-indépendantistes emmenée par Simon Loueckhote, des Républicains calédoniens.
  - Poindimié : le parti participe à une liste d'union des non-indépendantistes emmenée par Christian Toumidou, de Calédonie ensemble.
- 14 communes dans lesquelles le Rassemblement n'avait aucun candidat : Bélep, Canala, Hienghène, Kaala-Gomen, Moindou, Ponérihouen, Pouébo, Pouembout, Poum, Sarraméa, Thio, Touho, Voh, Yaté.

## Les échéances nationales depuis 2007

### Présidentiellede 2007
Le Rassemblement-UMP, mené par Pierre Frogier, a soutenu activement la candidature de Nicolas Sarkozy.

### Législativesde 2007
Les règles de désignation des candidats pour le Rassemblement ont été établies le 6 juin 2006. Tout adhérent depuis au moins deux ans pouvait faire acte de candidature. Le dépôt de ces dernières a été clos le 16 août 2006 et la primaire a eu lieu lors du congrès du parti du 14 octobre, à bulletin secret et au scrutin uninominal à un tour. Ensuite, les deux candidats ainsi désignés ont été entérinés par la commission d'investiture nationale de l'UMP début décembre, après plusieurs mois d'investitures quant à savoir si Nicolas Sarkozy et la direction du parti n'allait pas essayer de réconcilier les deux frères ennemis de l'UMP locale, Harold Martin et Pierre Frogier, en décidant de ne pas trancher entre les deux.

#### 1recirconscription(Nouméa,Îles Loyauté,Île des Pins)
Il s'agissait dans cette circonscription de trouver un successeur à Jacques Lafleur, député sortant qui a finalement quitté le parti pour fonder son mouvement dissident. Le Congrès de Rivière Salée à Nouméa le 14 octobre 2006 était destiné à la désignation des candidats du parti pour les législatives. Les "candidats à la candidatures" étaient dans cette circonscription (dans l'ordre où les actes de candidatures ont été présentés) :
- Gaël Yanno (né en 1961), Haut fonctionnaire, commissaire aux comptes diplômé de l'IEP de Paris, était le suppléant du député sortant Jacques Lafleur depuis 1997, il reste un proche de ce dernier tout en affirmant son attache à la nouvelle équipe dirigeante, et est aussi le lieutenant de Jean Lèques dont il est le 1er adjoint à la mairie de Nouméa, chargé des finances, du contrat d'agglomération et de la communication, responsable de la gestion des ressources humaines. Il incarne la nouvelle génération du parti. Il s'est déclaré sinon favorable à un premier pas vers un rapprochement avec l'Avenir ensemble et se déclare ouvertement pour Nicolas Sarkozy.Blog de Gaël Yanno
- Pierre Maresca (né en 1941), journaliste, militant de la première heure du Rassemblement, représentant de la « vieille garde » et de ses anciens lieutenants de Jacques Lafleur qui ont pris la direction du parti après le départ forcé de l'ancien dirigeant en 2005. Ancien président de la commission permanente du Congrès, 4e adjoint au maire de Nouméa, il était alors le « n°2 » du Rassemblement-UMP en tant que secrétaire général. Il s'est toujours déclaré assez hostil vis-à-vis d'un éventuel rapprochement avec l'Avenir ensemble voulu par la direction nationale de l'UMP et semble plus enclun au contraire à se rapprocher de l'ancien leader anti-indépendantiste Jacques Lafleur et de ceux qui l'ont suivi dans sa dissidence. Il est également le tenant, sur le plan institutionnel, de l'évolution vers un régime fédéral à l'américaine qui permettrait à la Nouvelle-Calédonie de rester pleinement dans la République française tout en ayant une large autonomie. Site personnel de Pierre Maresca, Blog de Pierre Maresca
- Marianne Devaux (née en 1962), fonctionnaire, membre du gouvernement chargée de la Santé et du Handicap, elle était candidate pour rassembler les proches de l'UMP "au-delà du Rassemblement", étant ainsi la candidate la plus favorable à l'idée d'un rapprochement progressif avec l'Avenir ensemble pour les échéances de 2007, elle s'est déclarée sinon également ouvertement pour Nicolas Sarkozy. Réputée intègre, dynamique et efficace, elle a bonne réputation même auprès des adversaires politiques du Rassemblement du fait qu'elle s'est toujours tenue éloignée des luttes de personne, elle est sinon l'une des principales membres du RPCR à appeler à ce que ce parti prenne conscience qu'il a subi en échec en 2004 afin d'aller plus facilement de l'avant.
- Guyèdre Wamedjo, maire de Poya depuis 2001, l'un des représentants des Mélanésiens non-indépendantistes, sa candidature fut une surprise comparativement aux autres qui étaient annoncées depuis longtemps. De plus, Guyèdre Wamedjo s'est présenté pour la 1e circonscription alors que la commune dont il est maire ne fait pas partie de cette subdivision électorale. Beaucoup y voient le moyen de ne pas entrer en concurrence avec le président du parti, Pierre Frogier, député sortant dans la 2e circonscription et candidat à sa réélection. Il s'est défendu en déclarant se présenter dans la 1e circonscription afin d'apporter une vision nouvelle au débat et afin de donner une voix aux natifs des Îles, dont il fait partie. Il n'avait aucune chance d'être investi.

Résultats du vote du 14 octobre 2006 pour l'investiture :
- Votants : 3221
- Exprimés : 3154
- Gaël Yanno : 1573 voix
- Pierre Maresca : 1371 voix
- Guyèdre Wamedjo : 116 voix
- Marianne Devaux : 98 voix

Gaël Yanno a donc été investi, mais il n'a pas obtenu la majorité absolue des suffrages exprimés (de peu). Battu par 202 voix d'écart, son principal adversaire, Pierre Maresca, a décidé de démissionner le 16 octobre de sa fonction de secrétaire général et numéro 2 du parti. Il a néanmoins démenti vouloir quitter le Rassemblement pour rejoindre Jacques Lafleur et le RPC mais, critiquant des malversations dans le scrutin interne, il a décidé de maintenir sa candidature aux législatives.
Malgré la présence de nombreuses candidatures dissidentes issues de sa formation politique (Jacques Lafleur et Pierre Maresca), à quoi s'ajoutaient deux candidats également pour l'Avenir ensemble (Philippe Gomès et Didier Leroux) et un pour le Front national (Guy George) au sein de la famille anti-indépendantiste, Gaël Yanno est tout de même arrivé en tête au premier tour de scrutin le 10 juin 2007 avec 30,9 % des suffrages, le second étant l'indépendantiste Charles Washetine pour le FLNKS qui est arrivé loin derrière avec un score presque deux fois moindre, à savoir 15,78 % des voix. Entre les deux tours, les quatre autres candidats anti-indépendantistes éliminés ont tous appelés à voter pour Gaël Yanno qui a donc été élu le 17 juin au second tour, sans surprise et avec une large avance, soit 69,2 % des exprimés contre 30,8 % à son adversaire indépendantiste.

#### 2ecirconscription(la "Brousse", tout le territoire non compris dans la 1e circonscription)
Pierre Frogier, président du parti, membre du gouvernement et député sortant de cette circonscription, était un temps pressenti pour se présenter dans la 1e circonscription afin de se poser définitivement comme le successeur de Jacques Lafleur. Néanmoins, il se représente dans la 2e et, étant le seul candidat à l'investiture de son parti dans cette circonscription, il était sûr d'être investi: il a ainsi obtenu 2960 suffrages sur les 3215 votants au Congrès de Rivière Salée le 14 octobre 2006.
Et, contrairement à Gaël Yanno dans la 1e circonscription, il n'a pas eu face à lui de candidats dissidents issu du Rassemblement-UMP, le RPC décidant même de le soutenir officiellement avant même le 1er tour. Toutefois, la présence d'Harold Martin, président de l'Avenir ensemble, comme autre candidat anti-indépendantiste y ont vu le moyen de favoriser le candidat d'un FLNKS rassemblé pour la circonstance, à savoir Charles Pidjot issu de l'Union calédonienne. Toutefois, Pierre Frogier est tout de même arrivé en tête au 1er tour le 10 juin avec 34,5 % des suffrages contre 30,4 % à l'indépendantiste Charles Pidjot, Harold Martin obtenant la 3e place avec 22,4 % des voix. Ce dernier ayant appelé à voter pour Pierre Frogier, tout comme la candidate du Front national local Bianca Hénin, le député sortant a été réélu le 17 juin avec 54,1 % des voix.

### Sénatorialesde 2011
Le 28 juin 2011, Pierre Frogier et Hilarion Vendégou sont officiellement investis candidats par l'UMP, pour briguer les deux sièges désormais dévolus à la Nouvelle-Calédonie pour les élections sénatoriales du 25 septembre 2011. Ce choix est confirmé par le Rassemblement-UMP le 3 août suivant, avec pour suppléantes respectives Isabelle Champmoreau et Ghislaine Arlie. Ils sont élus au second tour de scrutin, et à la majorité relative, avec 240 voix (47,9 %) à Pierre Frogier (230 et 45,91 % au premier tour) et 238 (47,5 %) à Hilarion Vendégou (232 et 46,31 % au premier tour).

### Législativesde 2012
Lors de son Congrès tenu au Mont-Dore le 22 octobre 2011, le Rassemblement-UMP désigne, à 96 % des votants, ses candidats pour les élections législatives des 10 et 17 juin 2012. Cette fois-ci, aucune primaire interne n'a été organisée, et il n'y avait qu'un postulant à la candidature dans chaque circonscription :
- 1re circonscription : le député sortant Gaël Yanno, 1er adjoint au maire de Nouméa. Il prend pour suppléant, annoncé le 6 avril 2012, un de ses collaborateurs à la mairie de Nouméa et jeune Kanak (31 ans) originaire de Maré ayant grandi dans le quartier difficile de Rivière-Salée, Shonu Wayaridri.
- 2e circonscription : Éric Gay, maire du Mont-Dore, 1er vice-président de l'Assemblée de la Province Sud et secrétaire général (numéro 2) du parti. Il reprend le flambeau de Pierre Frogier, élu sénateur. Il a pour suppléante Armande Duraisin, adjointe au maire de Koumac et membre de l'Avenir ensemble.

Le Rassemblement-UMP connaît alors une importante défaite. Éric Gay est éliminé dès le premier tour en ne totalisant que 8 814 voix et 20,08 %, devancé par Jean-Pierre Djaïwé du FLNKS (36,2 %) et par Philippe Gomès de Calédonie ensemble (32,96 %). Ce dernier le devance dans toutes les communes majoritairement non-indépendantistes, y compris celle dont il est le maire, le Mont-Dore. Et si Gaël Yanno arrive en tête du premier tour dans l'autre circonscription avec 30,96 % des suffrages, il est battu au second par Sonia Lagarde de Calédonie ensemble (46,07 % contre 53,93 %). Sur l'ensemble de l'archipel, le Rassemblement-UMP ne se positionne plus que comme la troisième force politique du pays avec un total 19 693 voix et 24,91 % des suffrages, contre 30,2 % à Calédonie ensemble et 27,57 % du FLNKS.